# Aguja de la catedral de Colonia

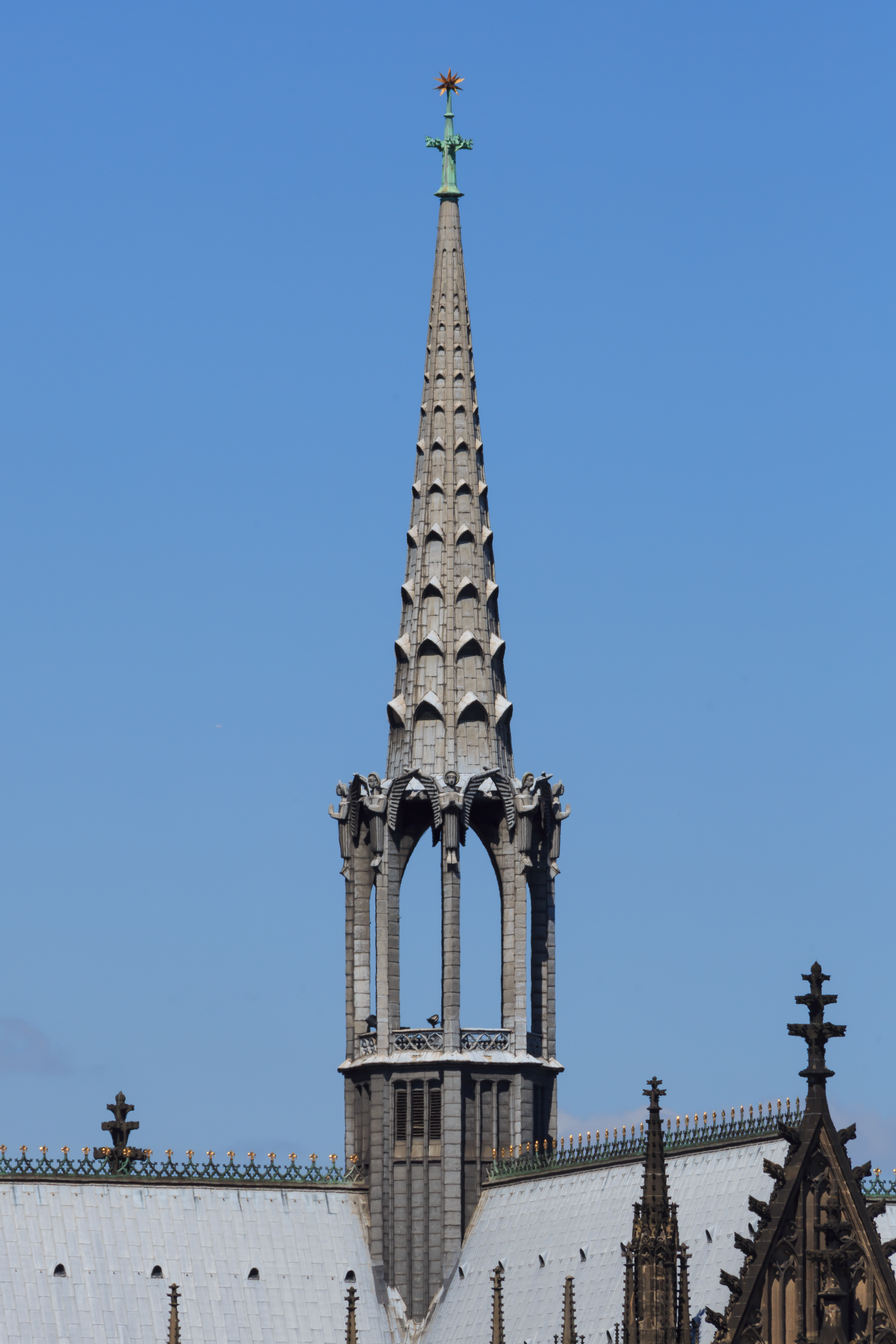
Torre de cruce de la catedral de Colonia, 2014

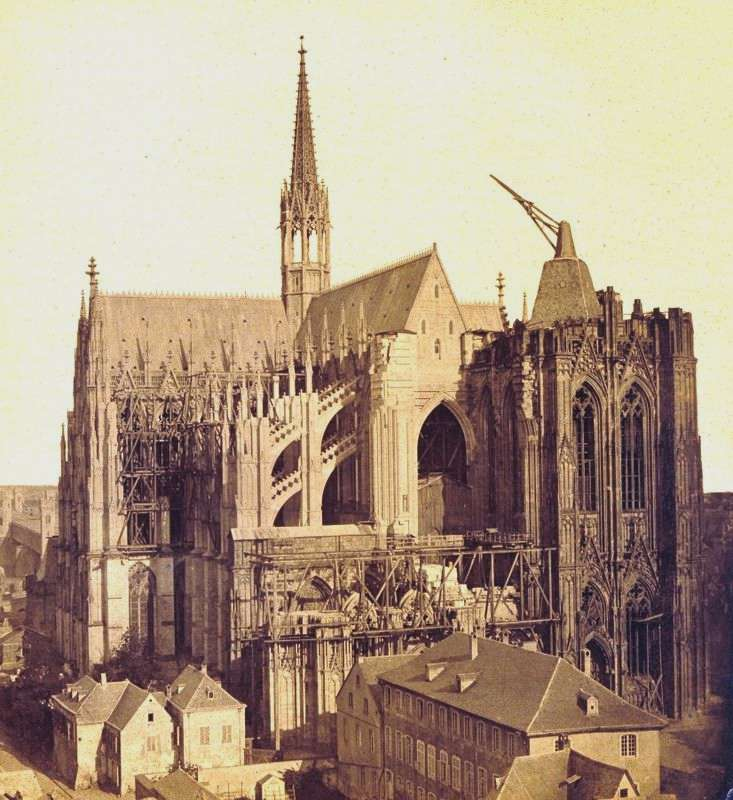
Construcción de las torres de la catedral, con vista despejada del crucero y la torre. Grabado de J. H. y Th. Schönscheidt, 1865

La aguja de la catedral de Colonia es la aguja de la catedral de Colonia (Alemania), construida en 1860 y rediseñada en la década de 1960. Está situado sobre el crucero y es una de las partes de la catedral de las que no existían planos medievales. Ya en la Baja Edad Media, la cubierta del coro tenía un torreón de caballete, que fue renovado en 1744 en estilo barroco. Esta aguja tuvo que ser retirada en 1812 debido al deterioro.
Una "vista ideal" de la catedral realizada por Sulpiz Boisserée en 1821 plasmó una enorme torre de piedra octogonal. Esto no se pudo realizar por razones estáticas, por lo que en 1860 se erigió una torre de cruce de hierro forjado inmediatamente después de la armadura del techo de la catedral de Colonia según un diseño del maestro de obras Ernst Friedrich Zwirner y planos de su lugarteniente Richard Voigtel .
La decoración neogótica de esta torre, con amarres, pináculos y gárgolas, sufrió graves daños durante la Segunda Guerra Mundial, mientras que la subestructura de hierro permaneció casi intacta. La torre de crucero adquirió su aspecto actual entre 1965 y 1973 mediante un nuevo revestimiento con elementos decorativos de estilo Art Déco. Las pestañas originalmente unidas a la base de la aguja fueron reemplazadas por ocho figuras de ángeles hechas de madera de alerce revestida de plomo según un diseño del escultor de la catedral de Colonia Erlefried Hoppe, para quien Hubert Bruhs hizo los núcleos de madera de las figuras.

## Inicios

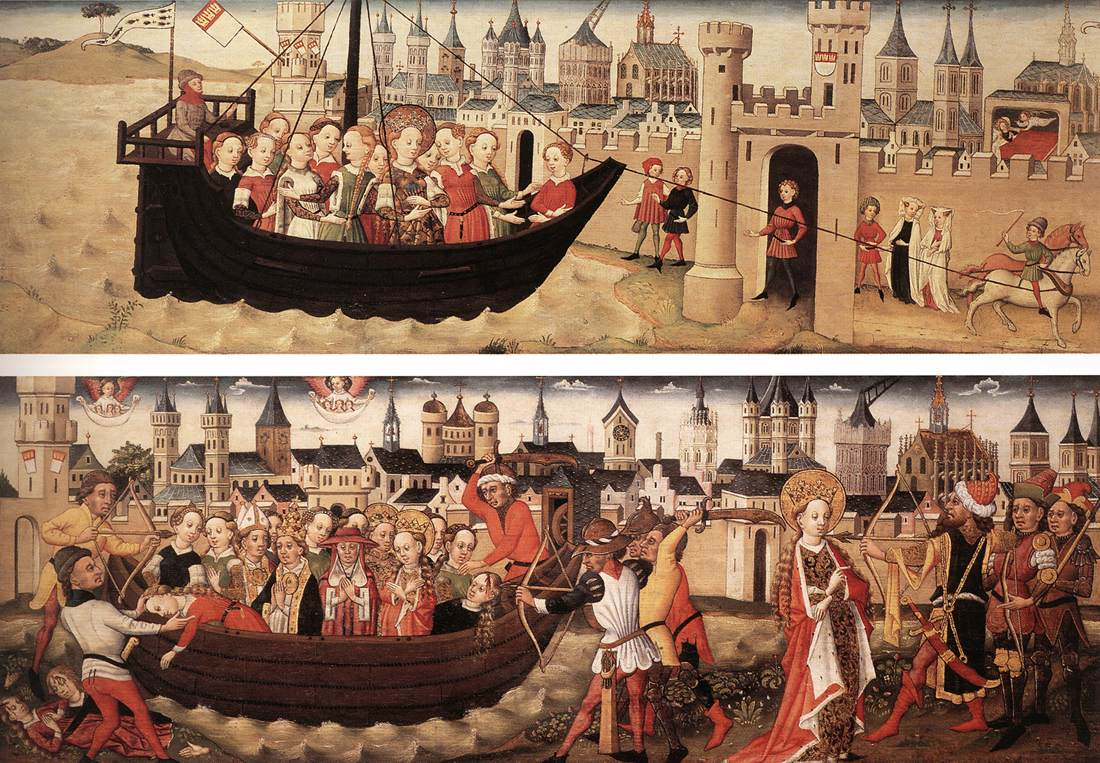
Leyenda de Santa Úrsula, escuela de pintura de Colonia, c.1455–1460

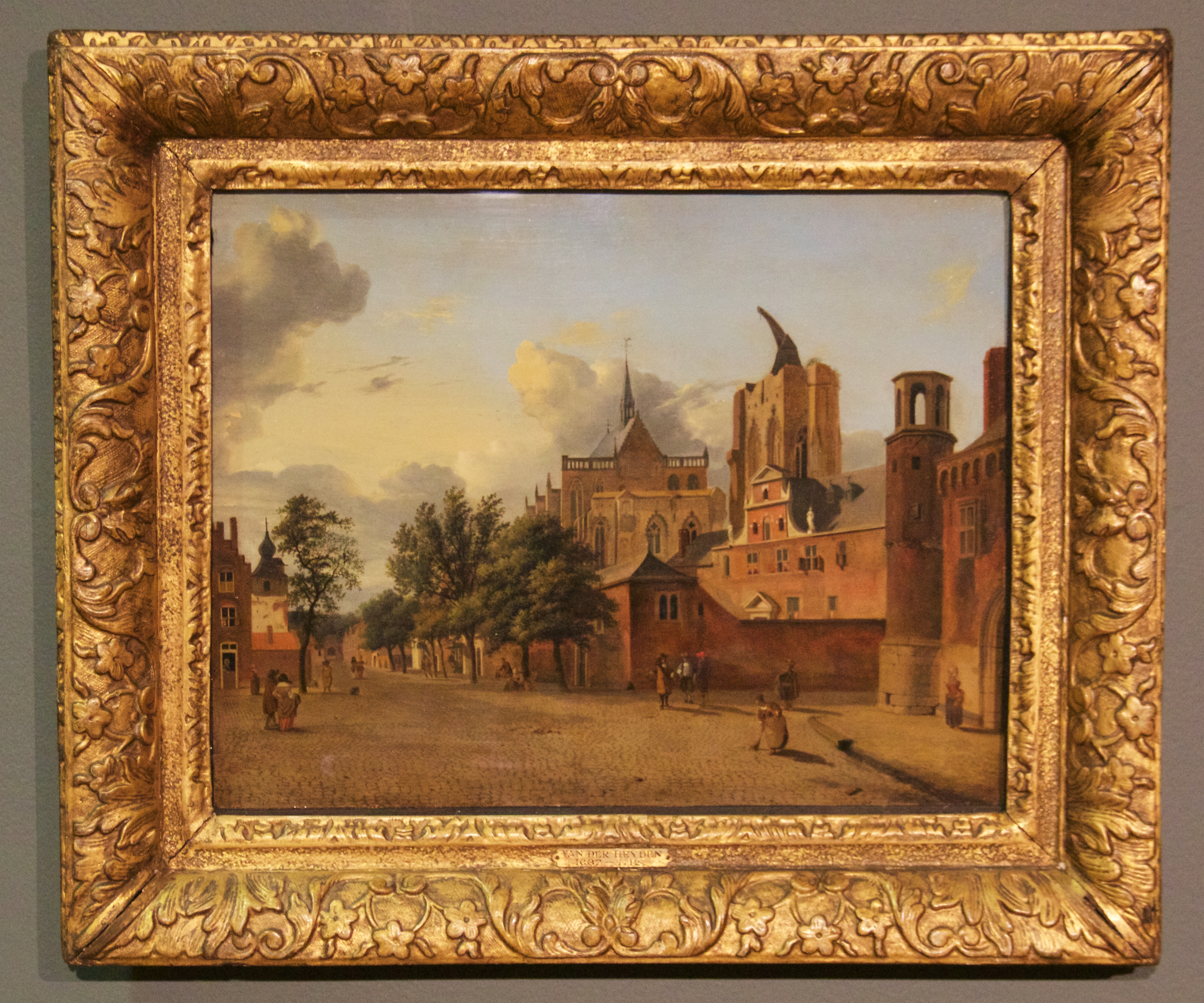
Escena callejera, Jan van der Heyden, 1684

La construcción de la catedral de Colonia en la Edad Media solo había concluido el coro en 1322 y los dos primeros niveles de la torre sur. El presbiterio estaba cerrado al oeste por un muro, en el crucero solo existían esencialmente los pilares orientales y los muros orientales.
Los planos medievales, como los de la mayor parte de la catedral, no muestran un cimborrio o una aguja. En su trabajo de vistas y planos de la catedral de Colonia, publicado por primera vez en 1821, Sulpiz Boisserée expresó su convicción de que la planificación medieval ya había previsto una enorme torre octogonal sobre el crucero. Sin embargo, su investigación se basó únicamente en comparaciones con otras catedrales del siglo XIII. y consideraciones estéticas propias.
En 1855, el maestro de obras de la catedral de Colonia, Ernst Friedrich Zwirner, descubrió que no había nada en las partes medievales de la catedral, especialmente en los dos pilares del coro occidental, que indicara que se iba a construir una torre de cruce. Las piedras angulares del crucero tienen un núcleo macizo de pequeño diámetro y servicios superiores no compuestos. Los pilares orientales consisten en un núcleo revestido con piedras de la casa, que está albañil con toba en forma de ladrillo de baja resistencia. Además, los pilares se habían erigido con tan poco cuidado que en 1826 hubo que colocar anclas para mantener unidos los pilares divergentes.
Zwirner y su adjunto y sucesor Richard Voigtel consideraron que era necesaria un cimborrio para realzar el perfil, a imagen de otras grandes catedrales góticos como la Catedral de Amiens, cuya construcción se inició antes que la de la catedral de Colonia. Dado que los pilares no podrían haber soportado una enorme torre de piedra, Voigtel supuso que no se planeó ningún cimborrio cuando se colocaron los cimientos de la catedral.

Independientemente de la cuestión de la planificación de la construcción en el siglo XIII. A finales del siglo XIX se tiene certeza de que en el techo del coro de la catedral se colocó un torreón de cumbrera, que se completó en 1322, en la Edad Media. Representaciones de la catedral de Colonia del siglo XV. hasta el 17 siempre lo muestra con la grúa de la catedral en la torre sur parcialmente erigida y con una torreta de cumbrera en el coro.

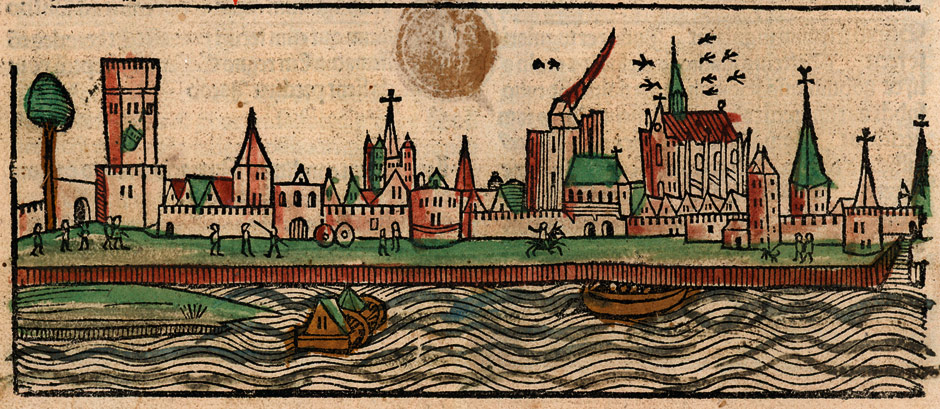
Fasciculus temporum, Werner Rolevinck, Colonia alrededor de 1483
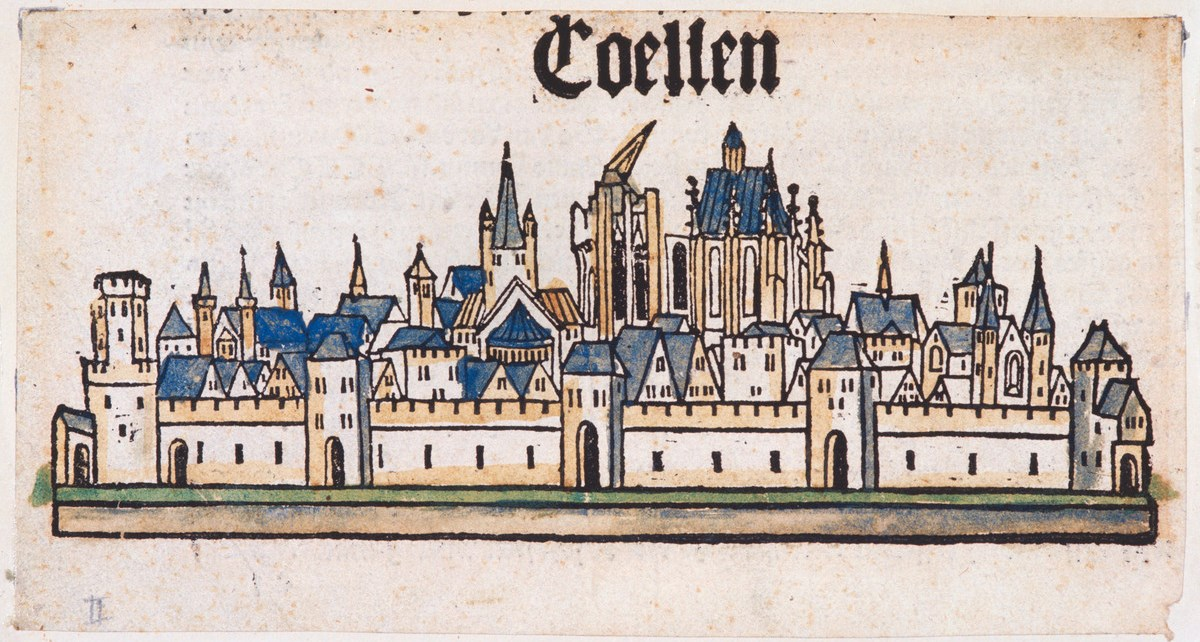
Crónica de Koelhoffsche , Folio 140, Johann Koelhoff el Joven, 1499
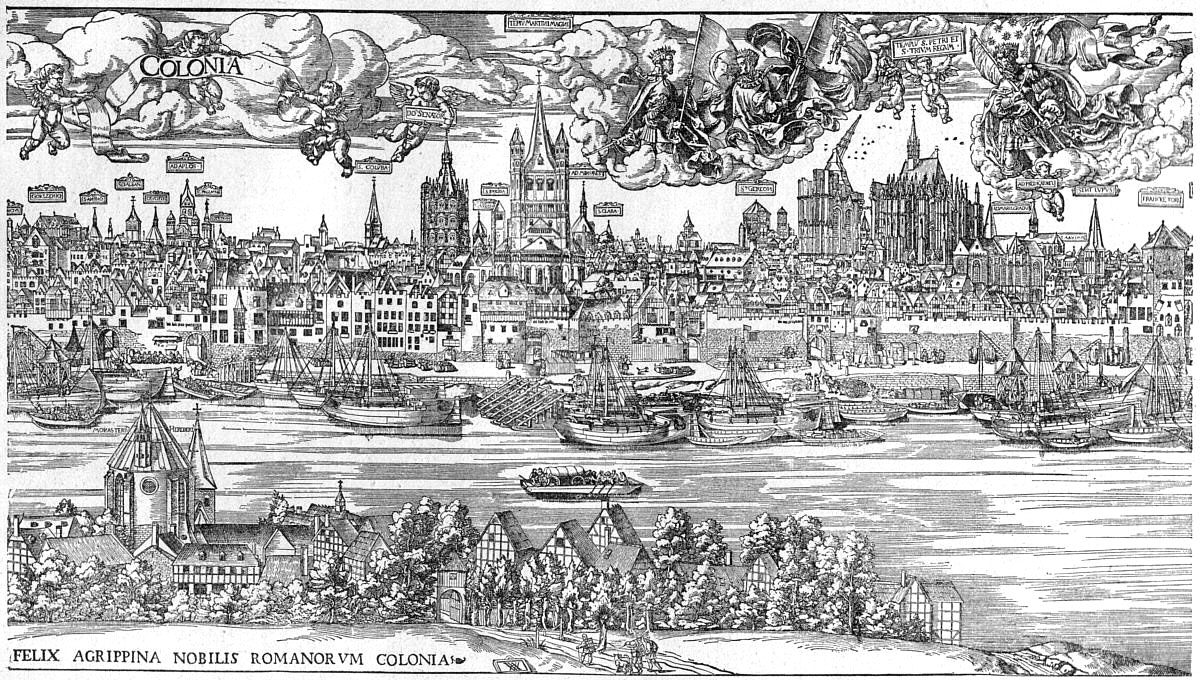
Vista de Colonia desde 1531 (detalle), Anton Woensam

## Aguja barroca

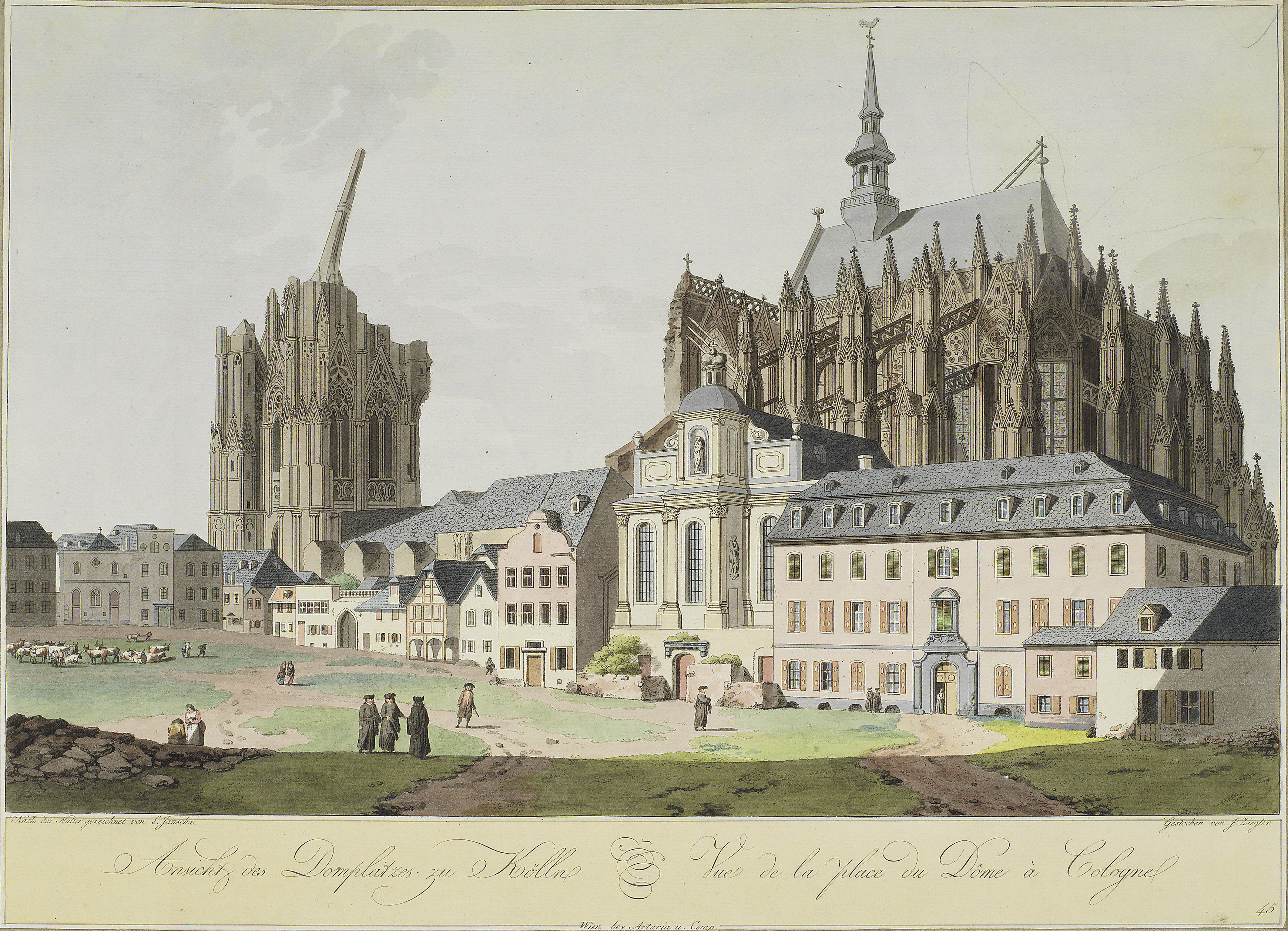
Vista de la Plaza de la Catedral de Colonia, Laurenz Janscha, 1798

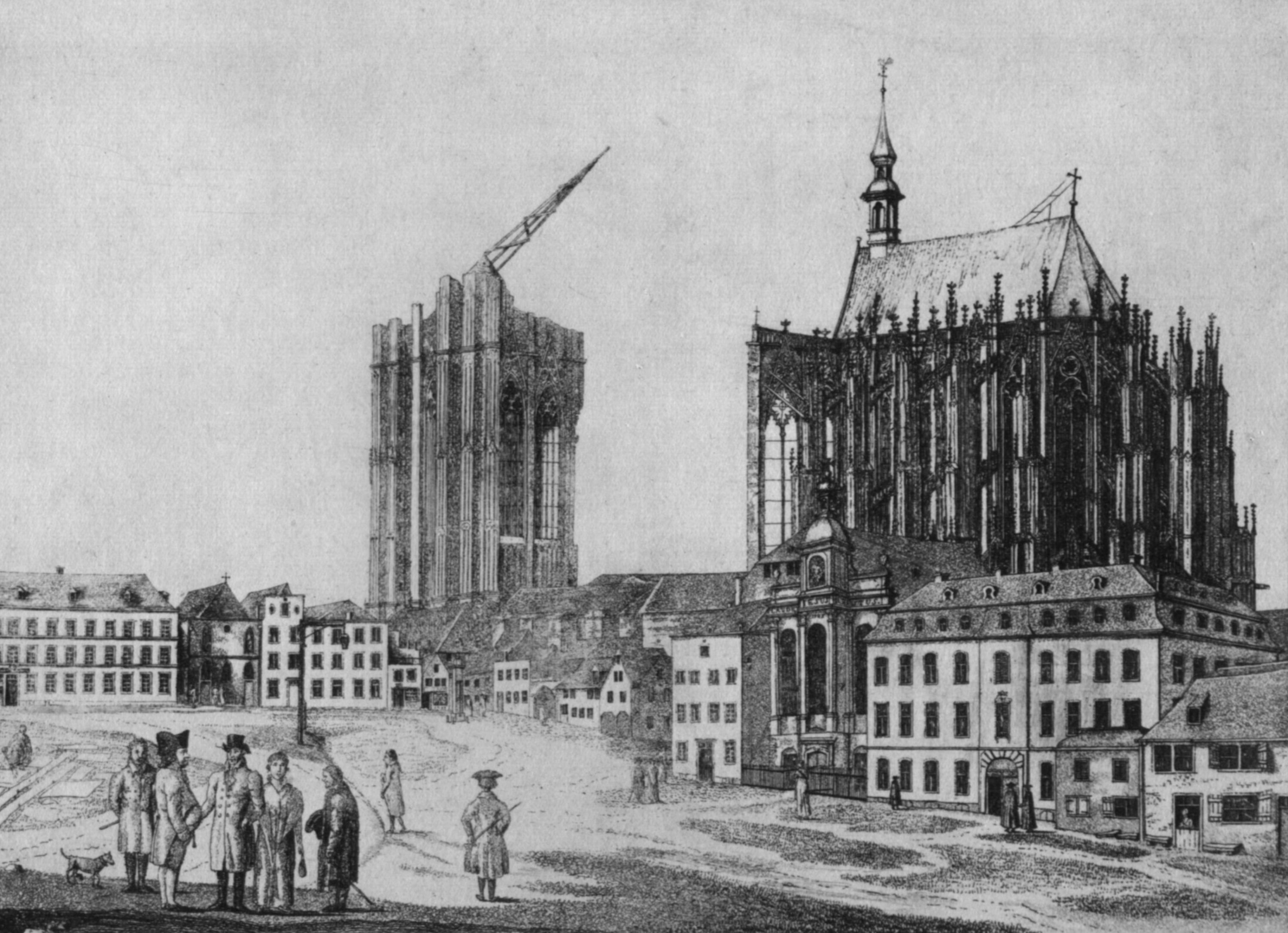
Domhof, dibujo y grabado de Johann Paul Josef Ritter, 1806

En 1744, se erigió una torreta barroca con dos campanas en el techo del coro, directamente detrás del crucero. En 1809 se cubrió parcialmente con plomo la parte inferior de la torre.
En 1811, a instancias de Sulpiz Boisserée, la ciudad de Colonia encargó al jefe de obras de Hesse, Georg Moller, que examinara los daños estructurales de la catedral, en particular el frontón occidental del coro y la torre de la cumbrera, junto con el maestro de obras de la ciudad de Colonia. Peter Schmitz y el maestro de obras Johannes Baptist Leidel. el 30 El 18 de septiembre de 1811, se inspeccionó la catedral y se encontraron daños importantes en la torre de la cumbrera. Los seis pilares principales de la torreta de la cumbrera y la mayor parte de la madera restante estaban infestados de carcoma y se soltaron de la atadura. La última viga del techo en el extremo occidental del presbiterio se había hundido y roto debido a la carga de la torreta hacia el sur. Años antes había sido conectado provisionalmente con estrechos listones y apoyado con puntales contra los muros laterales de la capilla mayor con las otras tres vigas sobre las que descansaba el torreón de cumbrera. Como resultado de esta tensión, los muros habían sido empujados hacia afuera, lo que a su vez había provocado grietas en la bóveda del presbiterio y en el hastial. Debido a la viga rota y su propia construcción defectuosa, la torre se inclinó en general hacia el suroeste.
Como resultado de la inspección, además de otras medidas en la catedral, se recomendó retirar el torreón del techo antes del invierno. Sin embargo, el trabajo no se llevó a cabo de inmediato. No fue hasta junio de 1812 que el prefecto francés ordenó al consejo de la iglesia que retirara la torreta de la cumbrera. El derribo se llevó a cabo hasta la parte que estaba recién cubierta de plomo en 1809.
A petición del deán de la catedral, Michael Joseph DuMont, Boisserée diseñó una nueva torre de 18 metros de altura y unos 2,90 de ancho. Todavía en 1816, una estimación de costos enviada al ayuntamiento para el trabajo más urgente en la catedral contenía los gastos para la reedificación de la torre de la cumbrera. A esto se destinó casi la mitad del monto estimado. Sin embargo, los planes no llegaron a buen término.

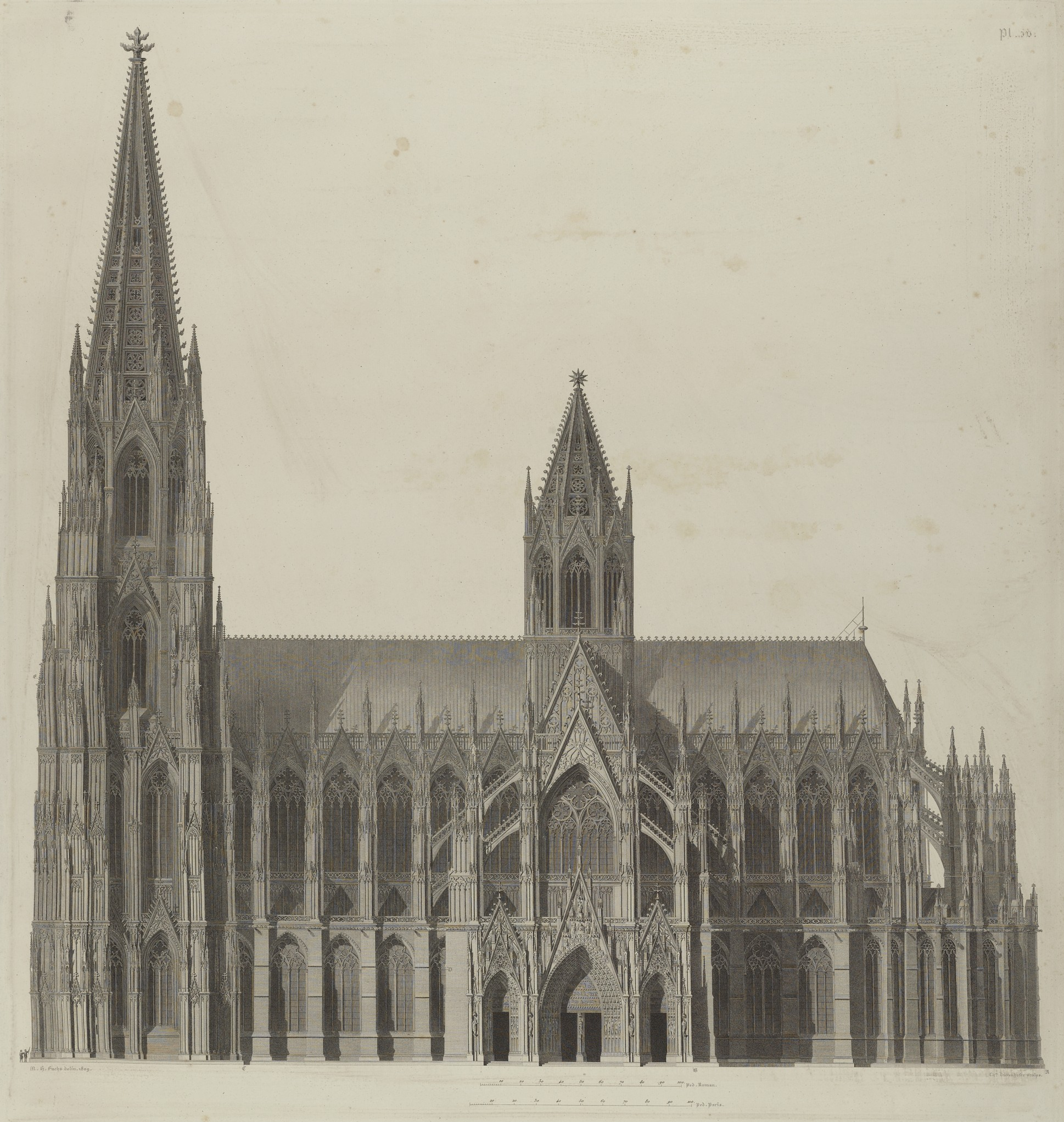
"Vista ideal" de la catedral terminada, Sulpiz Boisserée, 1821

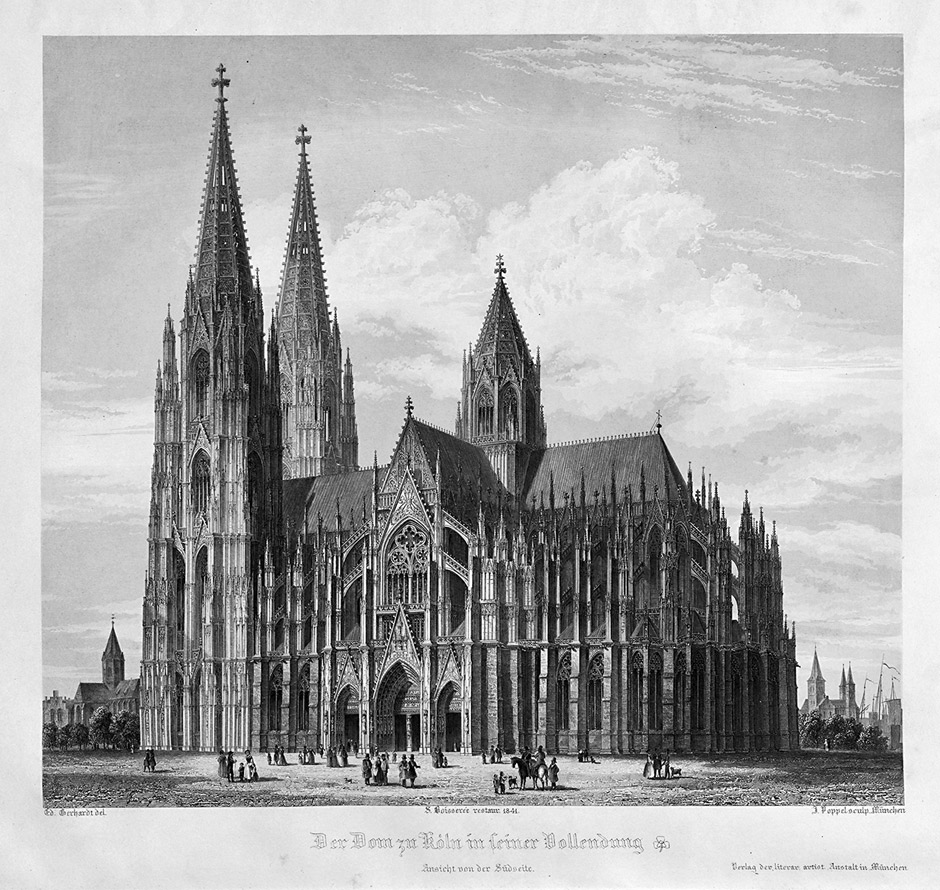
Catedral de Colonia desde el sureste, Sulpiz Boisserée, 1842

Sulpiz Boisserée no tenía dudas de que la catedral debía tener una torre central y que esto ya había sido planeado por los maestros de obras medievales. Se ocupó intensamente de las dimensiones de la torre, especialmente de su relación con las dimensiones de las dos torres principales. Se basó en un plan publicado por Hermann Crombach en 1654 basado en plantillas medievales.
el 8 de mayo de 1810, Boisserée describió sus acciones en una carta a Johann Wolfgang von Goethe :

Auffallend und erwünscht an diesem großen Bruchstück ist, daß überall, wo sich ein Theil des Gebäudes mit dem anderen verbinden sollte, die einzelnen Glieder zu Fenstergeländern, Simsen u. s. w. deutlich gestaltet hervorragen und gleichsam zur Weiterbildung zu streben scheinen; dies und die genaue Messung des Vollendeten, wie Sie davon in dem Grundriß und Durchschnitt Beweise haben, machte es mir möglich, mit einer alten, wiewohl schlechten, in Kupfer gestochenen Copie der Thürme, den ganzen Entwurf des Gebäudes, wie ihn der unbekannte Meister gedacht hat, treu und zuverlässig herzustellen. Bloß bei den Seiten-Eingängen und ihren Giebeln, am meisten aber bei dem mittleren Thurm, fehlten mir die einzelnen Vorbilder und Verhältnisse; bei dem Eingange halfen mir noch einiger Maßen ein an der Nordseite schon zu einer gewissen Höhe aufgeführtes Thürgewände und dann, was von dem Haupt-Eingange schon fertig oder in jenem Kupferstiche enthalten war. Den mittleren Thurm mußte ich aus den allgemeinen Verhältnissen des Ganzen und nach den von dem Meister entworfenen Hauptthürmen bilden; ich habe dabei, was ich immer von Gebäuden ähnlicher Art erhalten konnte, zu Rathe gezogen. Alles bestätigt, wie die vier großen Säulen in der Mitte und die ganze Anlage des Gebäudes selber, die Nothwendigkeit dieses dritten Thurmes. Aber von Gestalten und Verhältnissen erhielt ich kaum die allgemeinste brauchbare Nachweisung. Glücklicher Weise sind die Verhältnisse an dem kölnischen Dome so bestimmt und rein, und das Gesetz der Gestalten, so mannigfaltig sie auch sein mögen, so fest und einfach, daß ich mir daraus strenge Grundsätze für mein Verfahren herleiten konnte.
Sulpiz Boisserée

Un manuscrito dejado por Sulpiz Boisserée muestra que revisó significativamente su diseño original después de que se redescubrieran los planos medievales originales de las torres principales y otras partes del edificio. En 1821 publicó en su obra Vistas, grietas y partes individuales de la catedral de Colonia una "vista ideal" de la catedral terminada, sobre la cual se eleva una enorme torre de crucero octogonal. Este diseño se basó en la consideración de que la altura de la torre sobre el piso de la iglesia tenía que estar en la misma proporción con su ancho determinado por las dimensiones del crucero como la altura de las torres principales tenía que estar en relación con su ancho medido en el techo de la nave . Esto le dio a Boisserée una proporción de seis y medio a uno. Además, a sus ojos, la planta octogonal y el chapitel abierto de más de un tercio de la altura de la torre venían dados por la forma de las torres principales.
En el diseño de Boisserée, el primer piso de la torre de cruce se extiende hasta la altura de las cumbreras del techo y tiene un plano cuadrado con esquinas biseladas. El segundo y tercer piso tienen plantas octogonales regulares. En el segundo piso hay ventanas ojivales acristaladas, en el cuarto superior con tracería, sobre ella trincaje neogótico . Un corredor externo tiene un parapeto de tracería, se colocan pináculos frente a las ventanas de los cuatro puntos cardinales. En el segundo piso, las columnas de los muros llegan hasta el techo, donde sostienen una bóveda. El tercer piso forma la aguja calada. Un pasaje también corre alrededor del exterior de su base, y hay pináculos en las ocho esquinas. En la aguja, Boisserée colocó una estrella en lugar del remate o cruz habitual. Asumió que el santuario de los tres reyes con los huesos de los tres reyes se instalaría en el cruce debajo de la torre.
El diseño de Boisserée no se implementó. Décadas más tarde, sin embargo, cuando surgió la cuestión de erigir una torre de cumbrera o una torre de cruce debido al progreso de la construcción de la catedral de Colonia, fue la base para uno de los diseños del maestro de obras Zwirner.

## Aguja de Zwirner y Voigtel

Vista de la torre del crucero con detalles, dibujo de Richard Voigtel, hacia 1860

Cuando comenzaron los trabajos de construcción de la catedral de Colonia en 1842, surgió la cuestión de construir una torre de cumbrera o una torre de cruce. En principio, hubo acuerdo en que la catedral debería terminarse exactamente como la hizo el maestro Gerhard en el siglo XIII. siglo había planeado. Sin embargo, los planos originales almacenados en Dombauarchiv se perdieron en relación con la ocupación francesa de Colonia y solo se recuperaron parcialmente. En 1842, el maestro de obras de la catedral de Colonia, Ernst Friedrich Zwirner, publicó un tratado en los primeros seis números del Kölner Domblatt titulado El pasado y el futuro de la construcción de la catedral . Con respecto al cimborrio, Zwirner expresó sus dudas de que se planease. A su juicio, las columnas del crucero se calcularon de tal forma que sólo debían soportar la bóveda del crucero. Además, Zwirner prefirió el diseño de Boisserée a una versión más delgada. Sin embargo, además de los costos y el peligro para la estructura debido a la carga adicional, señaló que una torre de cruce perjudicaría el efecto de la fachada oeste con sus torres esbeltas. 
El 18 de junio de 1853, la autoridad supervisora prusiana para la construcción de catedrales, la Real Diputación Técnica de Construcción de Berlín, de la que era miembro el maestro de obras de la catedral de Colonia, Ernst Friedrich Zwirner, se reunió y discutió la ejecución de la torre de cruce. Zwirner presentó cuatro diseños a la comisión, uno de los cuales era una adaptación del diseño de Boisserée, otros dos también contemplaban una enorme torre de piedra tallada y solo el cuarto era de construcción metálica. La comisión decidió que era deseable una torre de cruce como otras catedrales de la misma época. Sin embargo, también descubrió que había que evitar una torre enorme debido a la pobreza del subsuelo. Existía la preocupación de que una carga excesiva provocaría el colapso de los pilares del cruce este. Incluso el tercer calado, al ser de toba, no convenció, ya que su peso habría sido demasiado grande para los pilares del crucero. Esto significó que tres de los cuatro borradores presentados por Zwirner tuvieron que ser rechazados. El cuarto borrador preveía una torre de cruce de hierro que se cubriría con plomo o zinc . Además del menor peso, la protección contra incendios, la mayor durabilidad del hierro y los menores costos de producción hablaron a favor de la construcción metálica. Por ello, la autoridad de control recomendó el 29. Junio de 1853 Ejecución de una torre de crucero con cubierta metálica. A las 4. El 1 de abril de 1855, el diseño de Zwirner fue aprobado por órdenes del gabinete real.
En 1858 y 1859, Richard Voigtel, como maestro de obras adjunto, elaboró los planos de la torre de cruce y realizó los cálculos estáticos . La especificación que se le dio fue que los pilares de cruce debían cargarse con un máximo de 530 libras por pulgada cuadrada . Esto significó que se prescindió en gran medida del hierro fundido y la construcción se hizo con placas de chapa laminada y hierro perfilado.

### Construcción

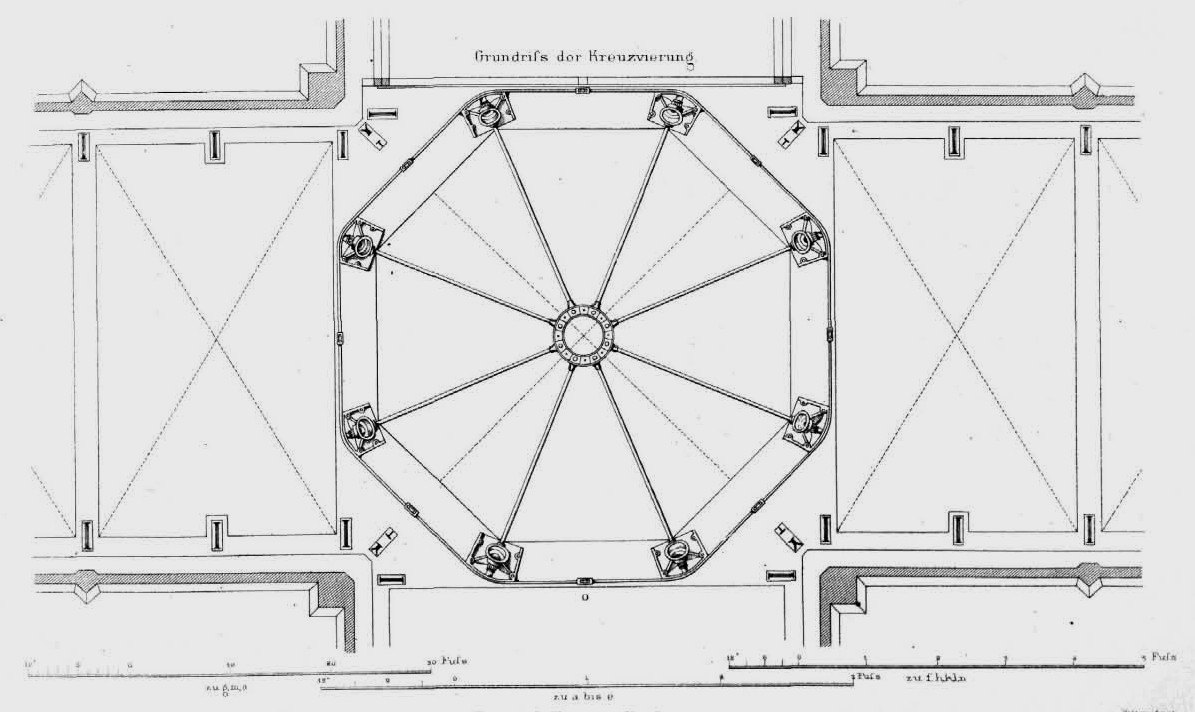
Marco de tierra con estabilización peldaños anillo, desde arriba planteado

media de la torre timones con detalles de la montura

La subestructura de la torre de cruce descansa sobre los cuatro aproximadamente 1,30 fuertes arcos de cinturón de un metro que encierran el crucero y un cuadrado de unos 12,80 de lado formar metros. Se construyó una enjuta en cada una de las cuatro esquinas del cuadrado para obtener un octógono equilátero como superficie de apoyo para la torre octogonal. Una zapata de hierro fundido descansa libremente en cada esquina, con un zócalo tubular para acomodar una columna de la subestructura. La inclinación de las columnas de unos 70 Un grado hacia el interior significaría que las superficies de apoyo de piedra y los pilares medievales del crucero estarían expuestos a una fuerza hacia el exterior. Por tanto, en medio de la base de la torre hay un anillo de hierro forjado, del que sale una varilla roscada de unos ocho a cada zapata de hierro fundido. centímetros de diámetro y se sujeta por fuera con una tuerca . El sistema del anillo con los tirantes se une a otros cuatro tirantes apuntando hacia arriba, que se anclan a una placa de hierro de más de dos centímetros de espesor sobre las cabezas de las columnas inclinadas. En la planificación original, había un anillo alrededor del borde de las zapatas de hierro fundido, que tenía una opción de sujeción adicional entre cada dos zapatas, pero no se realizó o ya no existe en la actualidad.

media de la torre timones con detalles de la montura

La base es una pirámide troncocónica de base octogonal, completamente oculta bajo los techos de las naves . Sus ocho pilares tienen un espesor de pared de alrededor de 5,2 centímetros un diámetro de unos 54 centímetros y una longitud de unos ocho Metro. Fueron fundidos de pie en pozos de presa y retorcidos en ambos extremos para adaptarse a los zapatos. La subestructura está protegida contra la torsión por un sistema de tirantes y anillos estabilizadores.
El tambor descansa sobre la plancha de hierro de la base. Son las ocho 12.40 Las columnas angulares de un metro de longitud y sección cuadrada están formadas por perfiles de chapa laminada de más de un centímetro de espesor y se atornillan a la placa base por el extremo inferior. En la parte superior se conectan con otra placa, que también forma el suelo de la galería calada. Sobre esta losa se levantan pilares de esquina de unos once metros de altura con planta pentagonal. En los extremos superiores se atornillan salientes en forma de arco, que miran hacia el interior y cierran la aguja de la torre por la parte inferior, salvo una boca de acceso.
La aguja consta de ocho vigas de celosía que se estrechan hacia arriba y están conectadas entre sí a una distancia de unos 3,20 metros por correas de hierro forjado y puntales diagonales. La aguja está formada por un remate de cobre , sobre el que se adosa una estrella dorada, no como en otras iglesias, sino una estrella dorada como símbolo del cuento de Navidad y de los Reyes Magos . La estrella tiene forma de estrella icosaédrica y tiene un diámetro orbital de 1,80 Metro. Su acabado chapado en oro es de unos 3,25 Metros cuadrados. Se colocó un certificado en el remate cuando se completó la torre de cruce en 1861.

### Galería de imágenes

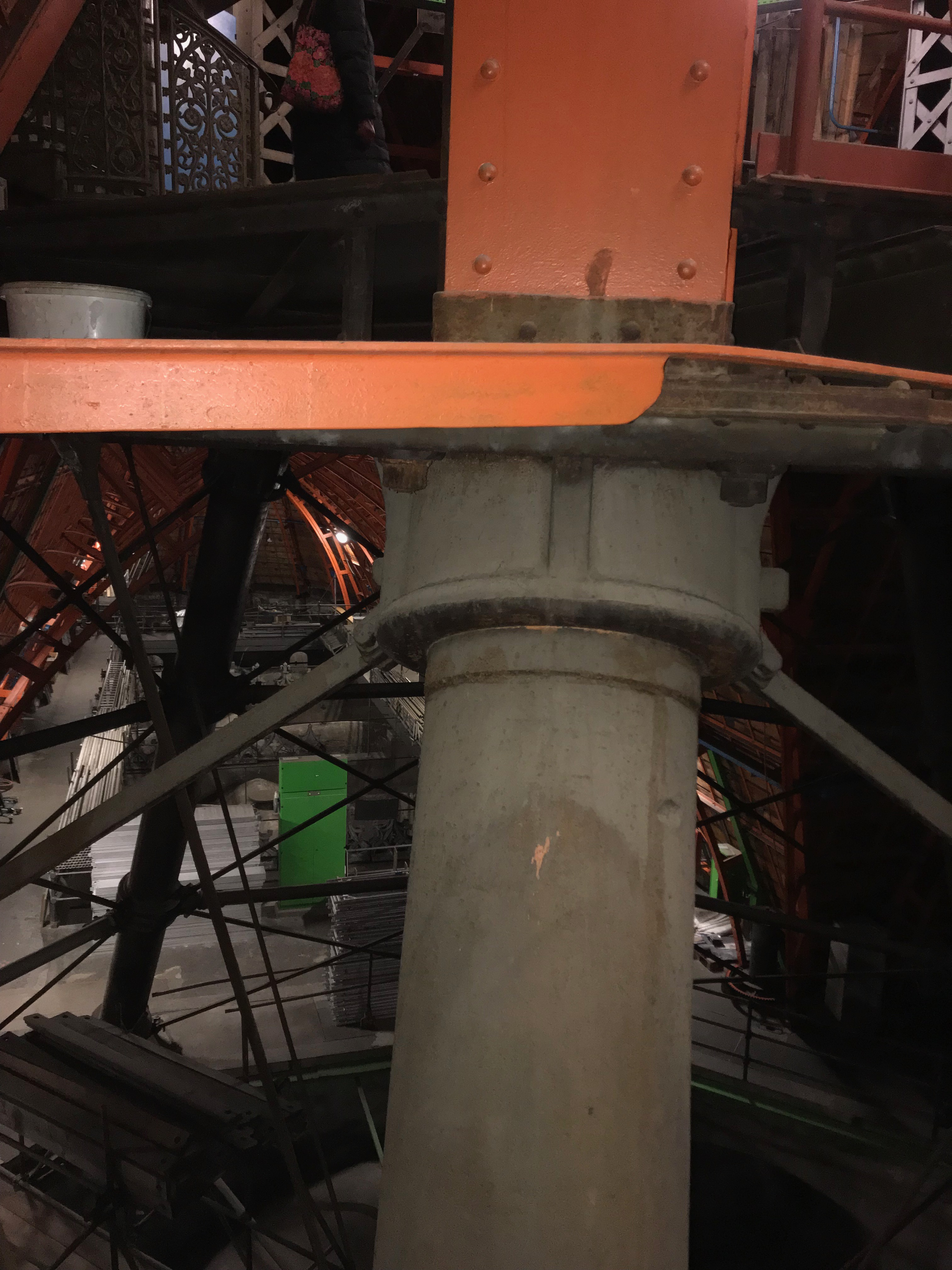
Transición de subestructura a tambor, arriba a la izquierda el comienzo de la escalera de caracol a la plataforma

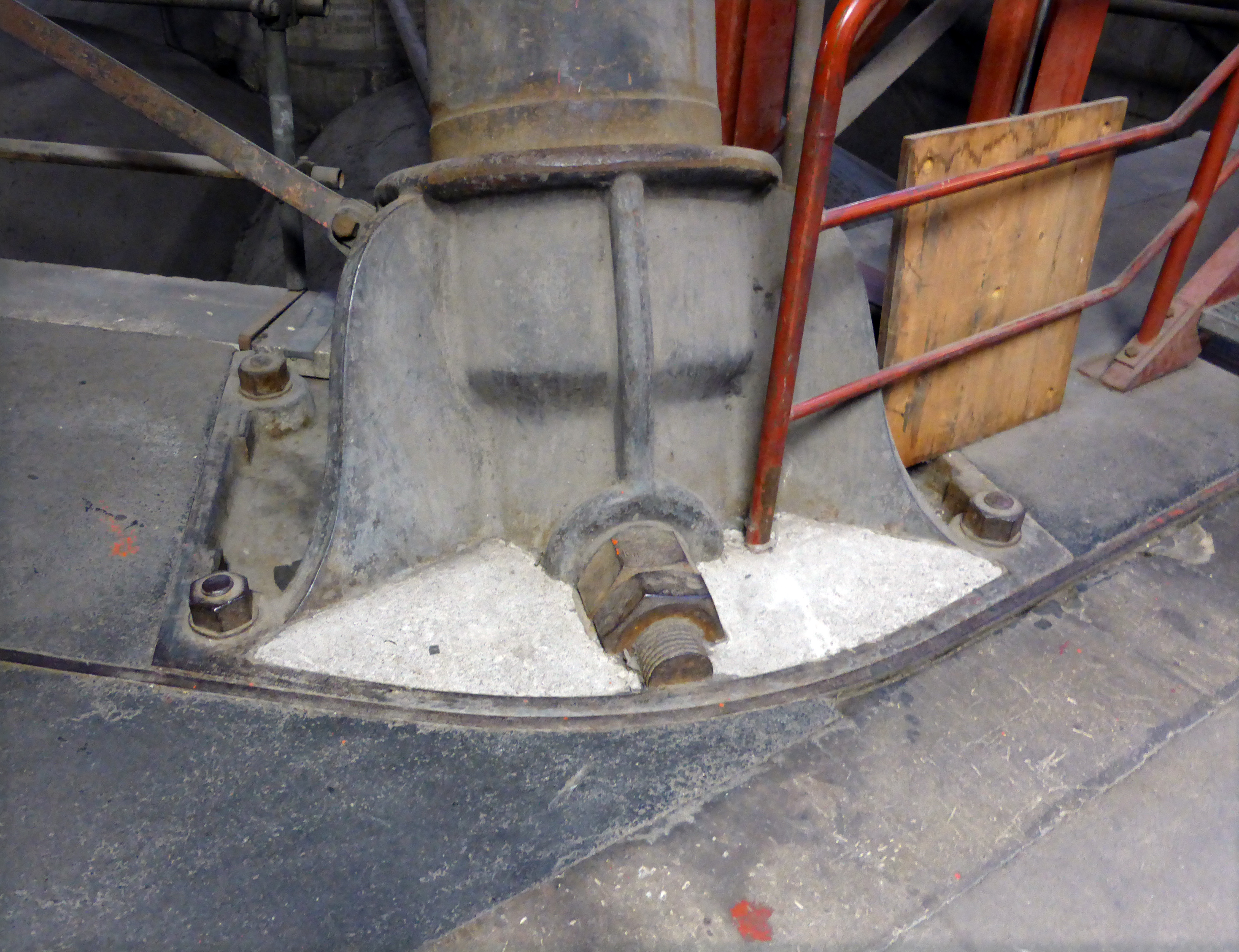
Zapata de hierro fundido con tubo de la subestructura
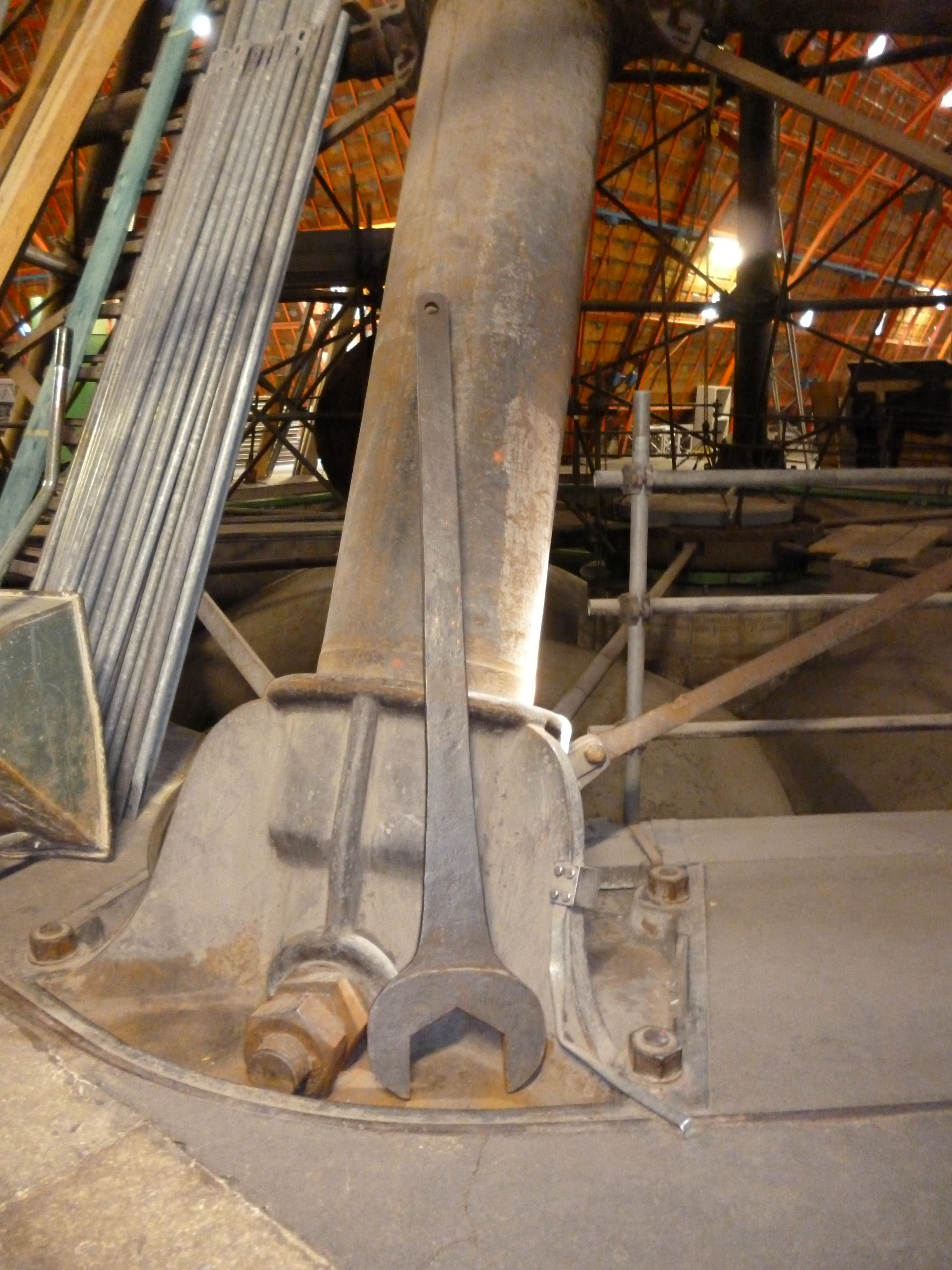
empeine  dispositivo y tren  polo
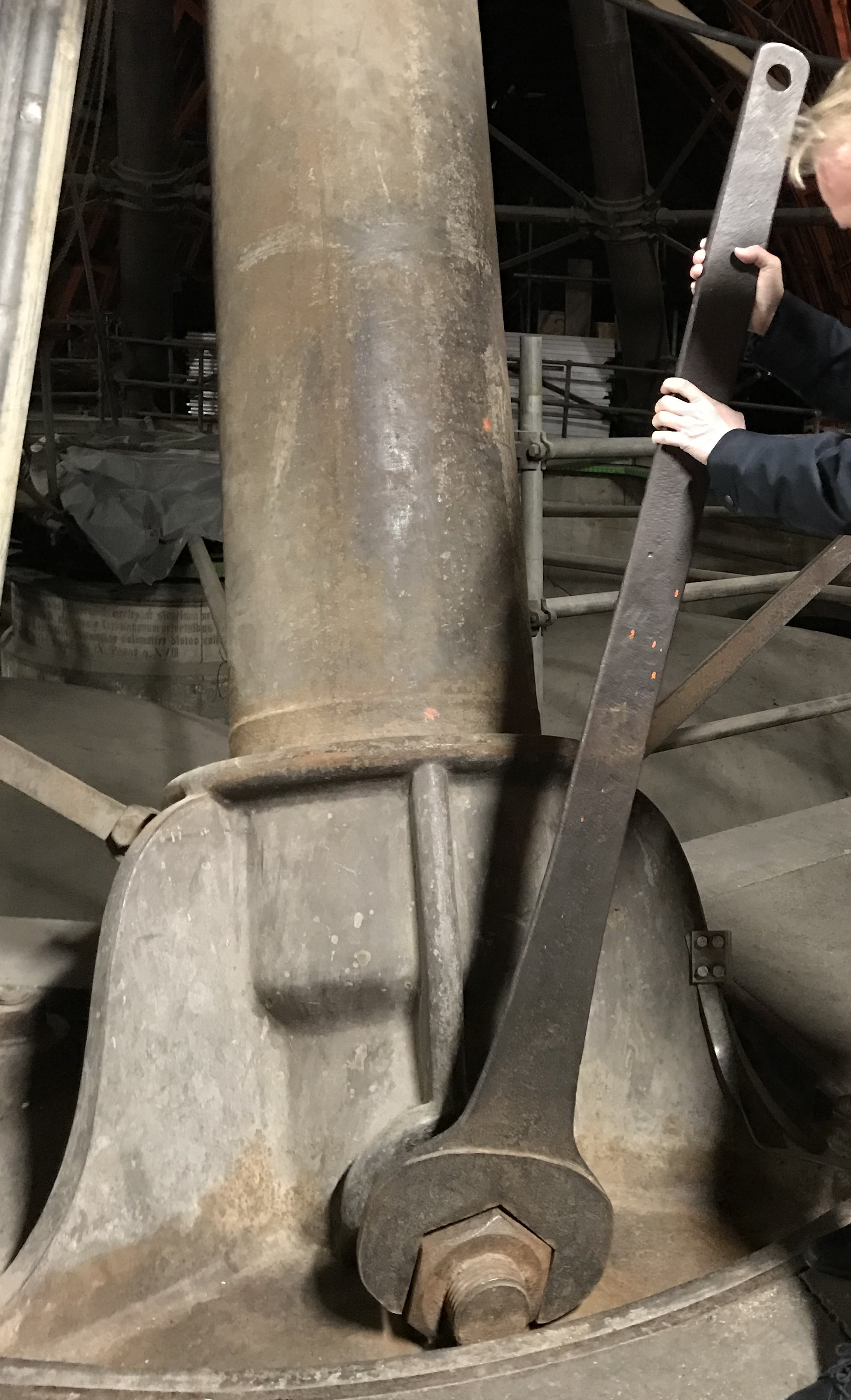
llave inglesa
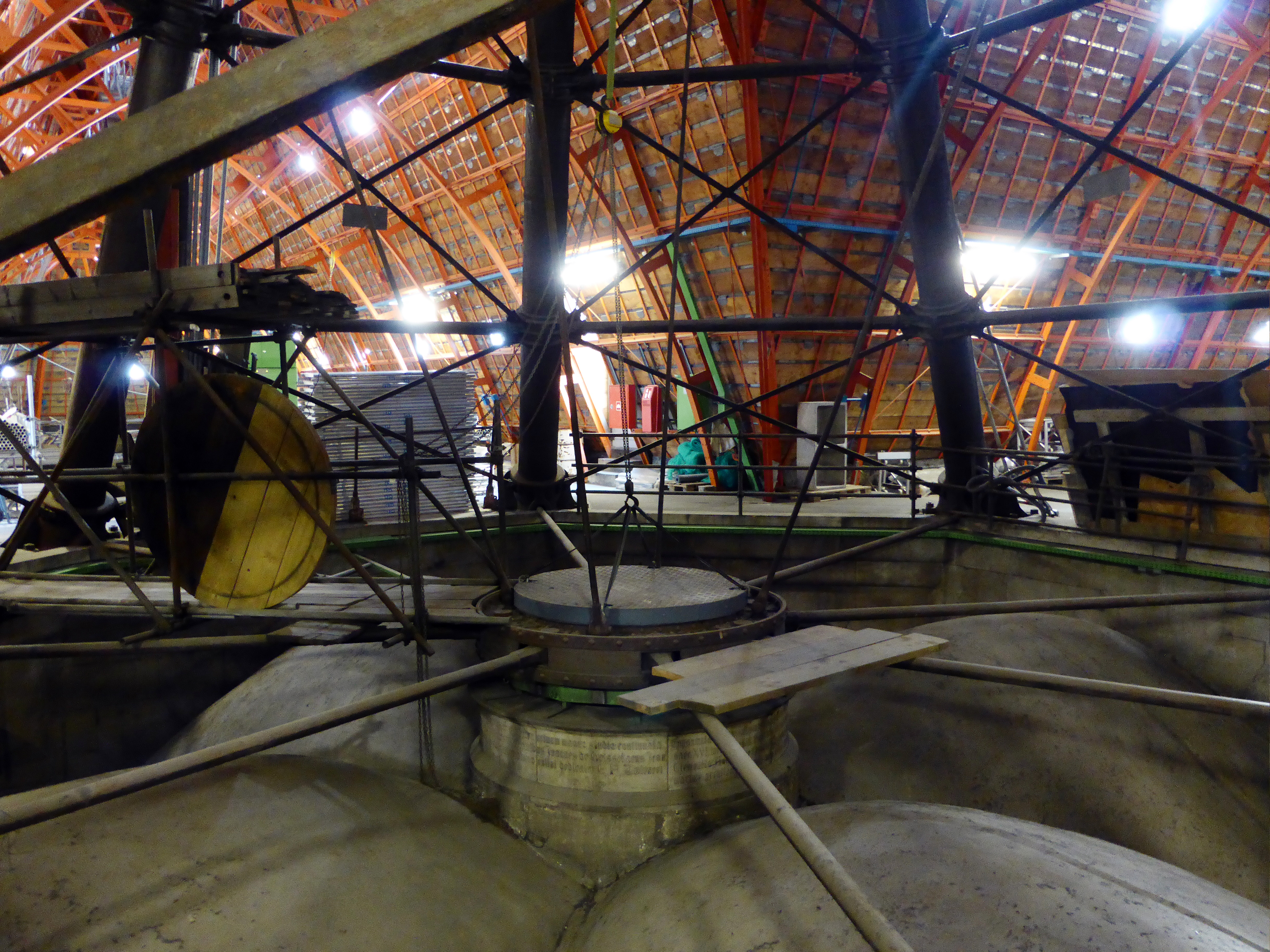
Anillo estabilizador sobre la bóveda del crucero
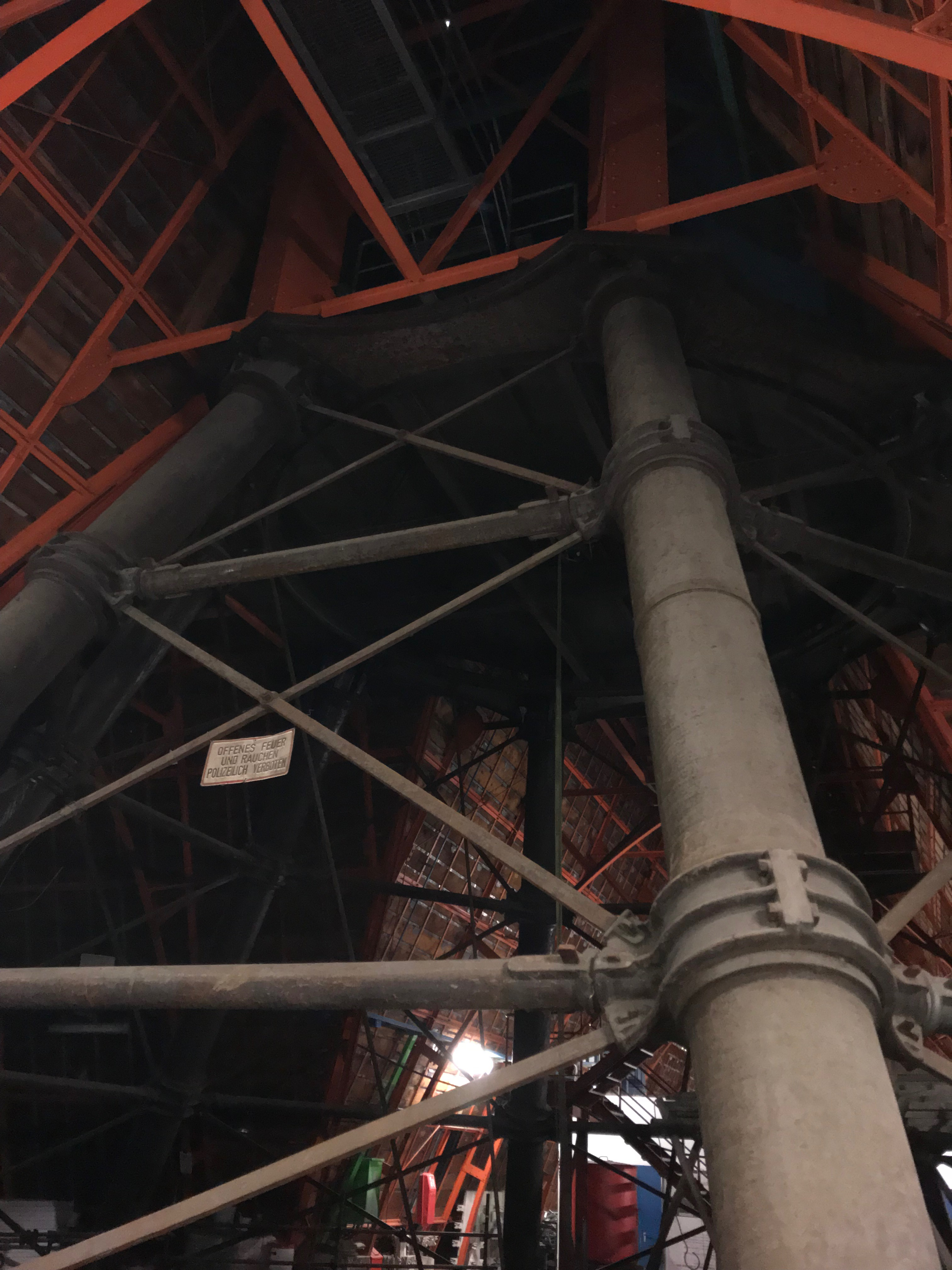
Placa base del tambor, desde abajo

La galería de imágenes muestra, desde la izquierda, una de las ocho zapatas de hierro fundido en las que se encuentran las columnas inclinadas hacia adentro de la subestructura. A continuación se muestra una imagen en la que se puede ver la barra de tracción y el anillo estabilizador de hierro forjado en el centro de la subestructura a la derecha detrás del zapato. La llave inglesa de la tercera imagen mide unos dos metros de largo. La cuarta imagen muestra el anillo estabilizador sobre la bóveda del crucero, en medio de los tirantes y con las columnas de hierro fundido al fondo. Los tirantes horizontales y diagonales entre las columnas son claramente visibles. En la quinta figura está la base del tambor, que se sostiene sobre las columnas de la base.

### Ejecución
La estructura de hierro, al igual que la armadura de hierro del techo de la nave, fue fabricada y ensamblada por Cölnische Maschinenbau-Actien-Gesellschaft de Colonia-Bayenthal. En junio de 1860 se levantó el andamiaje para la construcción de la torre del crucero. El 15 de octubre de 1860, con motivo del 65.º cumpleaños del rey Federico Guillermo IV, partidario comprometido de la construcción de la catedral, el maestro de obras Ernst Friedrich Zwirner colocó la estrella dorada en el remate de la torre del crucero. Para la construcción se utilizaron 214 toneladas de hierro. Tiene un diámetro de 8.80 metros y una altura de 110 metros sobre el piso de la iglesia.
El 11 de octubre de 1860, el ayuntamiento de Colonia decidió subvencionar los gastos de cobertura del techo y la torre de cruce. El subsidio estaba condicionado al uso de plomo y estaba destinado a cubrir los costos adicionales en comparación con una cubierta de zinc. Aparentemente, la torre de cruce se cubrió con elementos de fundición de zinc, con el fin de ahorrar peso, desviándose de esta especificación. Los adornos también eran de zinc fundido. En la primavera de 1861 se cubrió y completó la torre del crucero.

## Rediseño después de la Segunda Guerra Mundial

### Daños de guerra y reparaciones

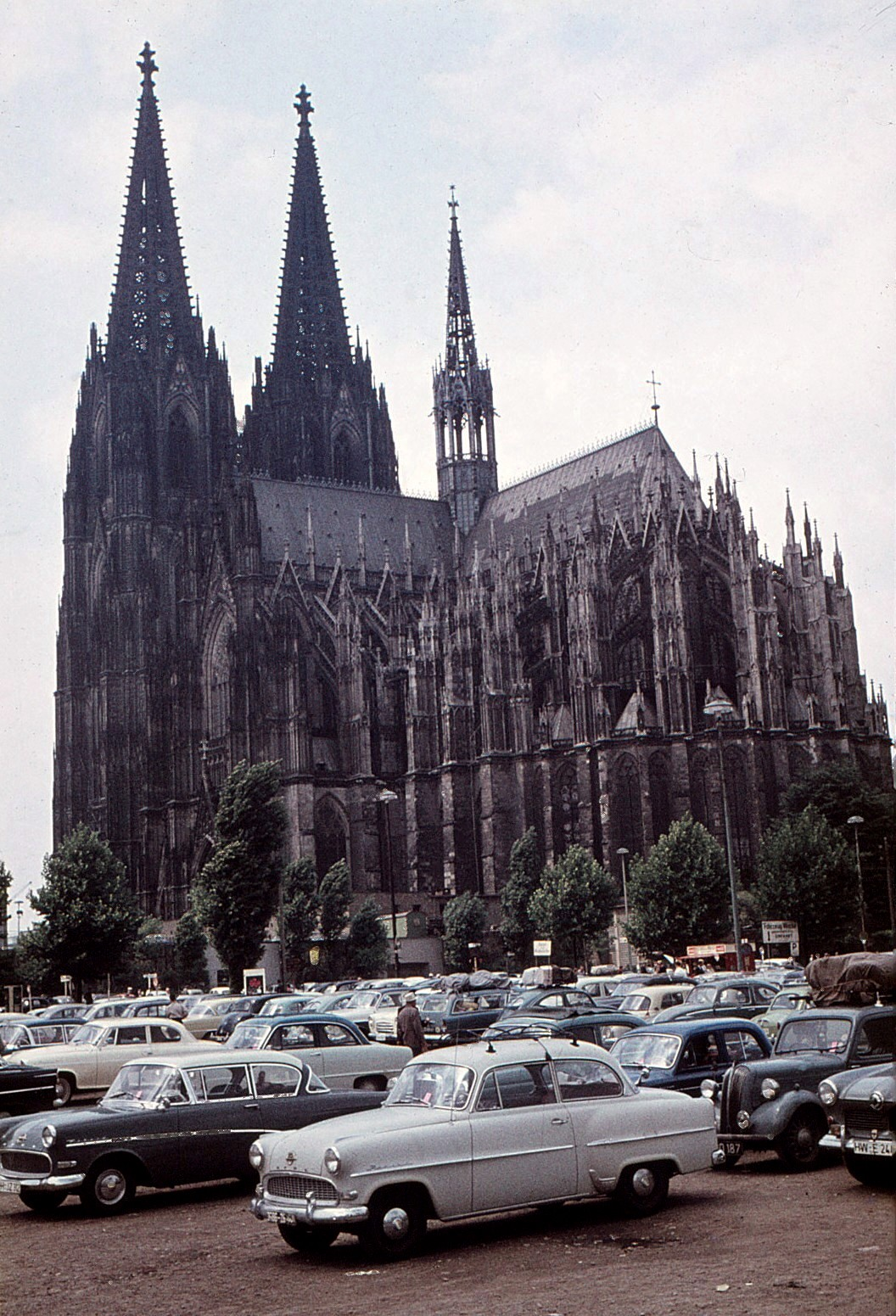
Catedral de Colonia con la torre de cruce dañada, alrededor de 1960

La subestructura de hierro de la torre de cruce sobrevivió a la Segunda Guerra Mundial sin sufrir daños significativos. Sin embargo, los elementos de zinc fundido del carenado con sus decoraciones se habían caído en parte y en parte se habían roto por las ondas expansivas de las explosiones cercanas. No fue posible reparar las partes dañadas y reemplazar las partes faltantes.
En el informe del maestro de obras Willy Weyres sobre los trabajos de reparación durante los años 1955 a 1957, se prometió que los trabajos en la aguja comenzarían en 1958. Weyres atribuyó el retraso hasta el momento a otros trabajos más urgentes y a la falta de material de andamiaje. Para los años 1958 y 1959 se informó que se realizó una investigación sistemática de la subestructura de hierro al inicio de los trabajos en la torre de cruce, la investigación estática aún continúa. El daño por corrosión fue menor de lo que se temía y se comprobó que la construcción era muy sólida. Para evitar disturbios en el interior de la catedral, se deben establecer rutas de transporte del material sobre el techo del crucero y luego debe comenzar el andamiaje de la torre del crucero.
En 1960, el andamio del hastial norte del crucero sólo se había levantado a una altura de 50 metros y el ascensor necesario para el transporte del material, que había sido puesto en servicio un año y medio antes, aún no estaba listo. Por este motivo, solo se habían realizado algunos trabajos de montaje en la torre de cruce. En 1961, el trabajo planeado durante mucho tiempo en la torre de cruce podría comenzar después de que el montacargas se liberara para operar en abril. Entre junio y diciembre de 1961 se retiró el revestimiento de zinc de la aguja. El bateo, el cangrejo y la moldura del borde estaban hechos de zinc fundido que se había vuelto quebradizo con el tiempo. Sin embargo, el temido daño por corrosión debido a la combinación de zinc con el cobre de la aguja no se materializó. Se realizaron reparaciones en la estructura de hierro entre septiembre y octubre. Luego se desoxidó el andamio y se inició la aplicación de una capa protectora.
En 1962, se continuó con la eliminación de óxido en la subestructura de la aguja y se aplicó una capa protectora final. El cubrimiento del chapitel y la zona de figuras se iba a realizar en 1963, mientras que el cubrimiento de la parte vertical inferior de la torre sólo estaba previsto para 1964 por motivos técnicos y económicos.
En 1963, partes de varios servicios en el transepto se desprendieron. Ya en la década de 1920, se determinó que los pilares del cruce se estaban moviendo. Dombaumeister Willy Weyres consideraron que la presión del viento sobre la aguja podría ser la causa de los problemas.

### Rediseño moderno

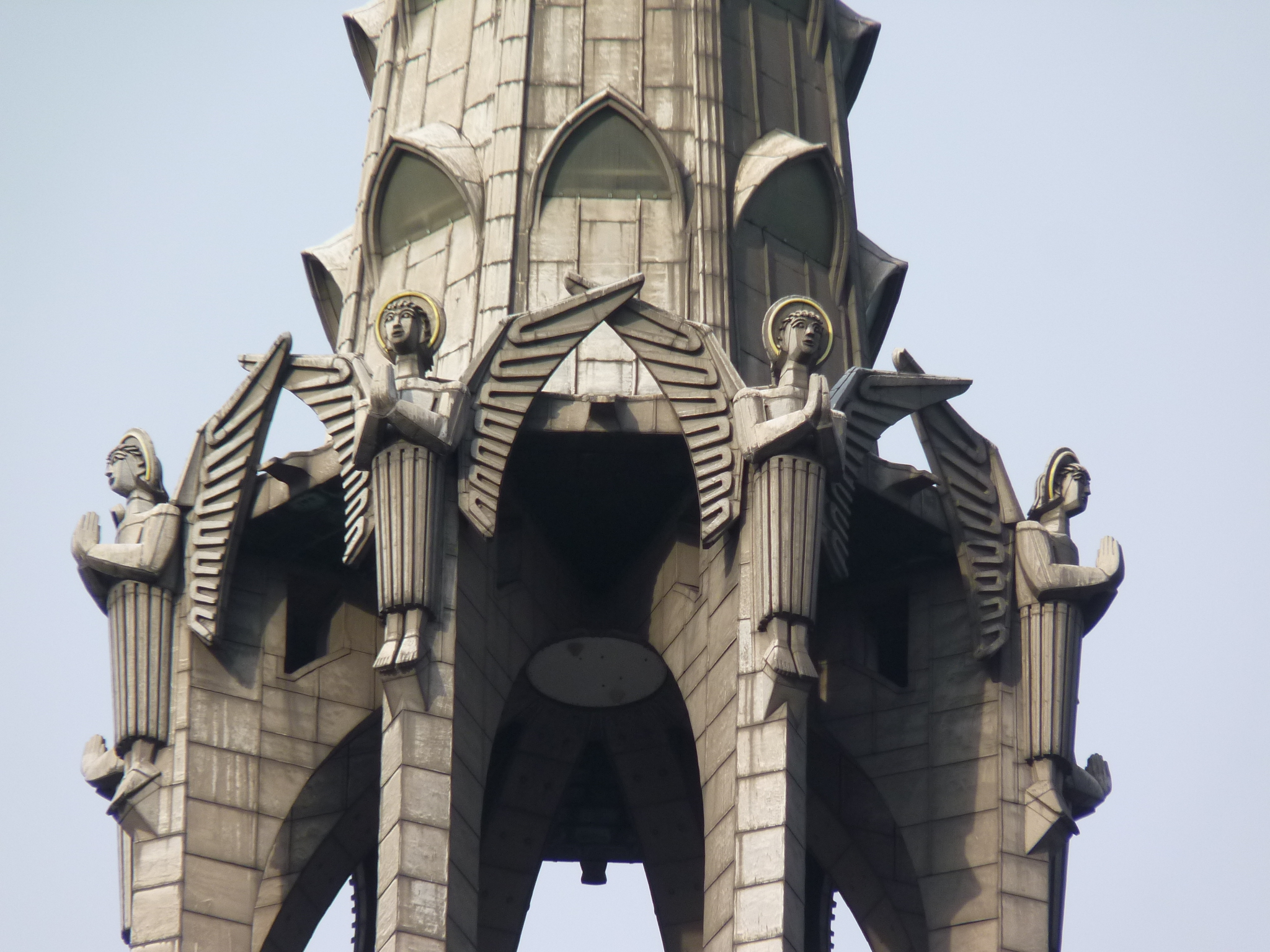
Ángel en la torre de cruce de la Catedral de Colonia, 2012

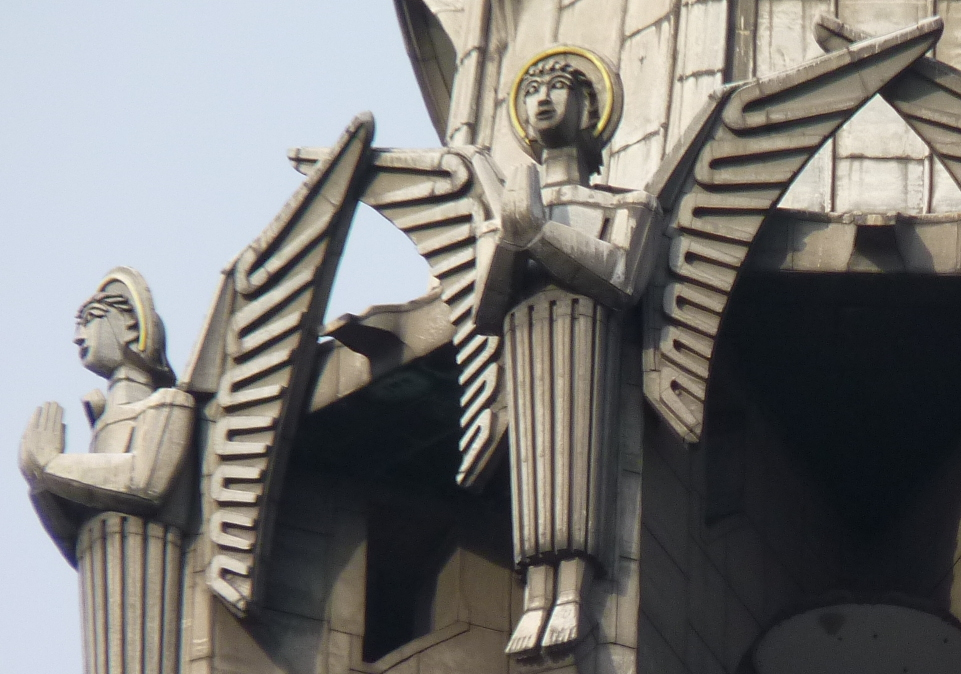
vista ampliada

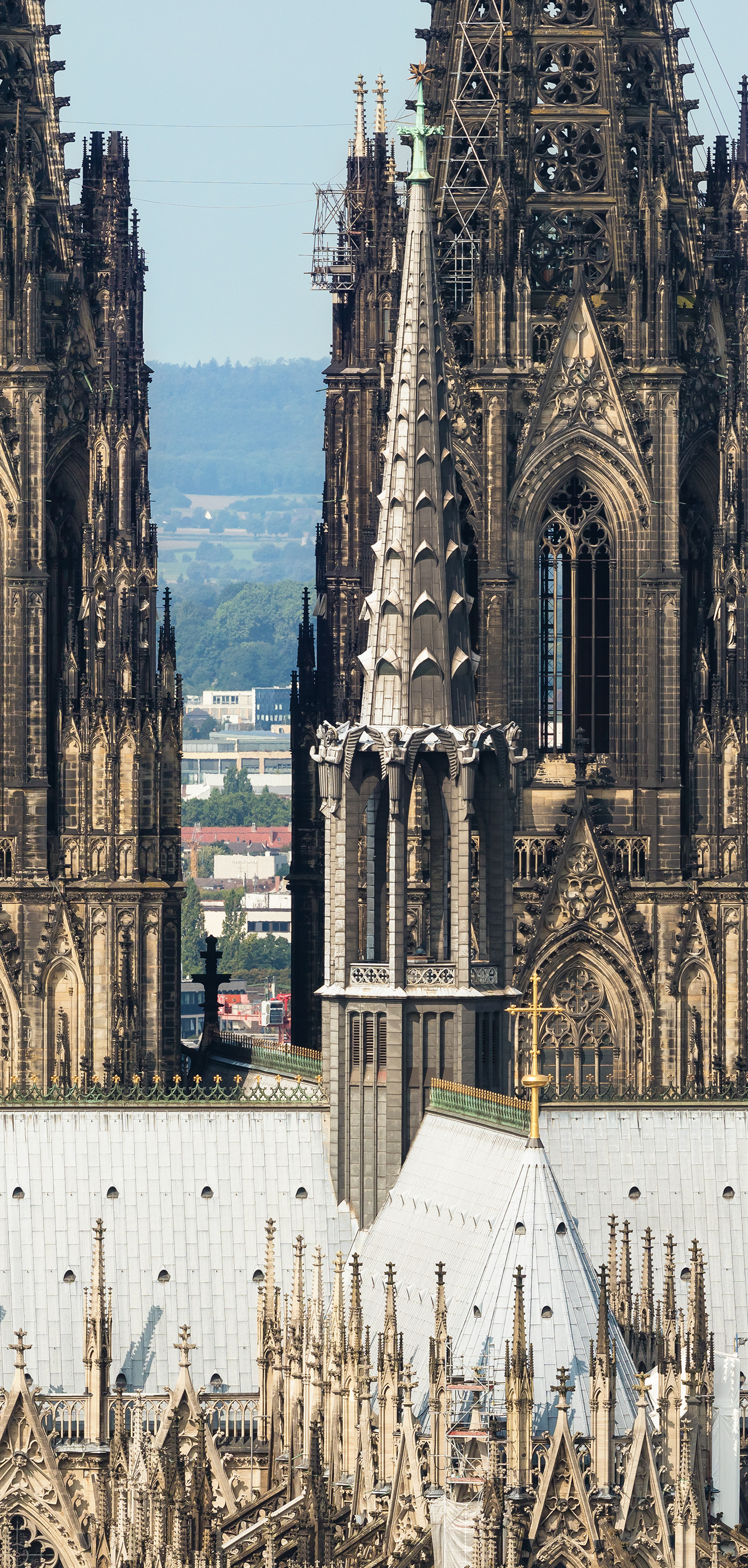
Vista este, 2017

El 30 de mayo de 1958 se decidió el diseño de la aguja. El rediseño representó una desviación radical del historicismo del siglo XIX. Century y un giro hacia un diseño moderno basado en el Art Deco . Se omitió una rica decoración del casco de la torre. Originalmente, el maestro de obras Willy Weyres pretendía orificios de ventilación circulares para la aguja. Sin embargo, estos no pudieron implementarse porque no había una solución técnica aceptable para drenar el ingreso de agua. Por lo tanto, las superficies de la aguja como las de los otros techos de la catedral estaban provistas de buhardillas. No fue hasta abril de 1964 que finalmente se aclararon todas las preguntas y se determinó el número y la forma de las buhardillas. Desde 1965 hasta principios de 1966, el techo de la aguja con las buhardillas fue cubierto por una empresa de techos de Colonia.
En el transcurso de este trabajo, el andamiaje alrededor de la aguja se llevó hasta la aguja de cobre, de modo que fue posible por primera vez una evaluación precisa. Dado que tanto el remate como la estrella dorada estaban muy dañados, y los hierros de sujeción en particular estaban oxidados, se retiraron. El remate se enderezó en el taller de cerrajería de la cabaña de los constructores de la catedral. La estrella fue restaurada y dorada al fuego en el taller del orfebre Wilhelm Nagel. El 18 En julio de 1966 se volvió a colocar la estrella en la aguja. Luego se desmanteló el andamiaje hasta la base de la aguja.
En la torre del crucero del siglo XIX. En el siglo XIX el paso de la parte vertical de la torre al chapitel estaba cubierto por una corona de grandes latigazos . Para el rediseño del revestimiento se pretendía adosar a sus posiciones grandes figuras de ángeles realizadas con un núcleo de madera de alerce revestido de plomo. En 1962, el escultor de catedrales Erlefried Hoppe hizo un modelo del cuerpo de una figura y lo colocó en el lugar previsto. Contrariamente a la impresión que daba un modelo pequeño hecho anteriormente, la figura de tamaño completo parecía demasiado grande. Luego se instaló una segunda maqueta mucho más pequeña y una muestra del carenado de aguja planeado. Las muestras fueron inspeccionadas en diciembre de 1962 por una comisión que incluía a miembros del cabildo de la catedral de Colonia, el historiador de arte y curador del estado renano Rudolf Wesenberg y el arquitecto de Colonia Gustav Bader . Para la figura del ángel, el veredicto de los expertos fue positivo, a pesar de su aspecto tosco y poco detallado. Se anticipó que los originales revestidos de plomo tendrían detalles más finos.
Los núcleos de madera de los ángeles fueron realizados en 1964 y 1965 por Hubert Bruhs. Un techador de Dombauhütte hizo el revestimiento de plomo. Este tuvo que diseñarse de tal manera que las fluctuaciones de temperatura no produjeran grietas y fracturas, lo que provocaría que el agua penetrara en el núcleo de madera. En un siguiente paso, al igual que con los cuerpos de las figuras de ángeles, se inspeccionaron modelos de sus alas en el lugar donde fueron adheridas y corregidas. Se hizo en el taller de carpintería de Dombauhütte con madera de abeto, que se unió a un apuntalamiento de hierro y luego se cubrió con plomo.
En 1967 se colocaron los ángeles en la torre del crucero. Al año siguiente, los postes del piso calado fueron entablados con madera y revestidos con plomo. La superficie interior del casco estaba cubierta con una lámina de cobre. La balaustrada de tracería neogótica con tres cuadrifolios a cada lado de la torre fue el único elemento decorativo de la torre de 1861 que se mantuvo, junto con el remate y la estrella. Está hecho de zinc fundido y ha sido revestido de plomo. Entre 1969 y 1973, las ocho áreas del tambor, alternando áreas 36 y 44 metros cuadrados, fueron divididas cada una en tres campos verticales por listones de madera correspondientes a la subdivisión del parapeto superior. Como extremo superior del parapeto, el tambor recibió segmentos planos que rodeaban la torre en forma de anillo. Las superficies fueron tapiadas gradualmente con tablas y revestidas con plomo. Dado que los techadores de Dombauhütte tuvieron que realizar urgentes trabajos de sellado en otras partes de la catedral, el trabajo se retrasó hasta el 26 de abril. Enero de 1973.

## Interior

### Campanario
En el tambor hay un campanario de madera con las campanas del coro de la catedral, que incluyen la campana del Angelus, la campana de la Conversión y la campana Mett. La campana del Ángelus y la campana de Consagración colgaban juntas en la torre del techo del coro ya en la Edad Media, por lo que hoy representan la campana más antigua que se conserva completamente en Europa.

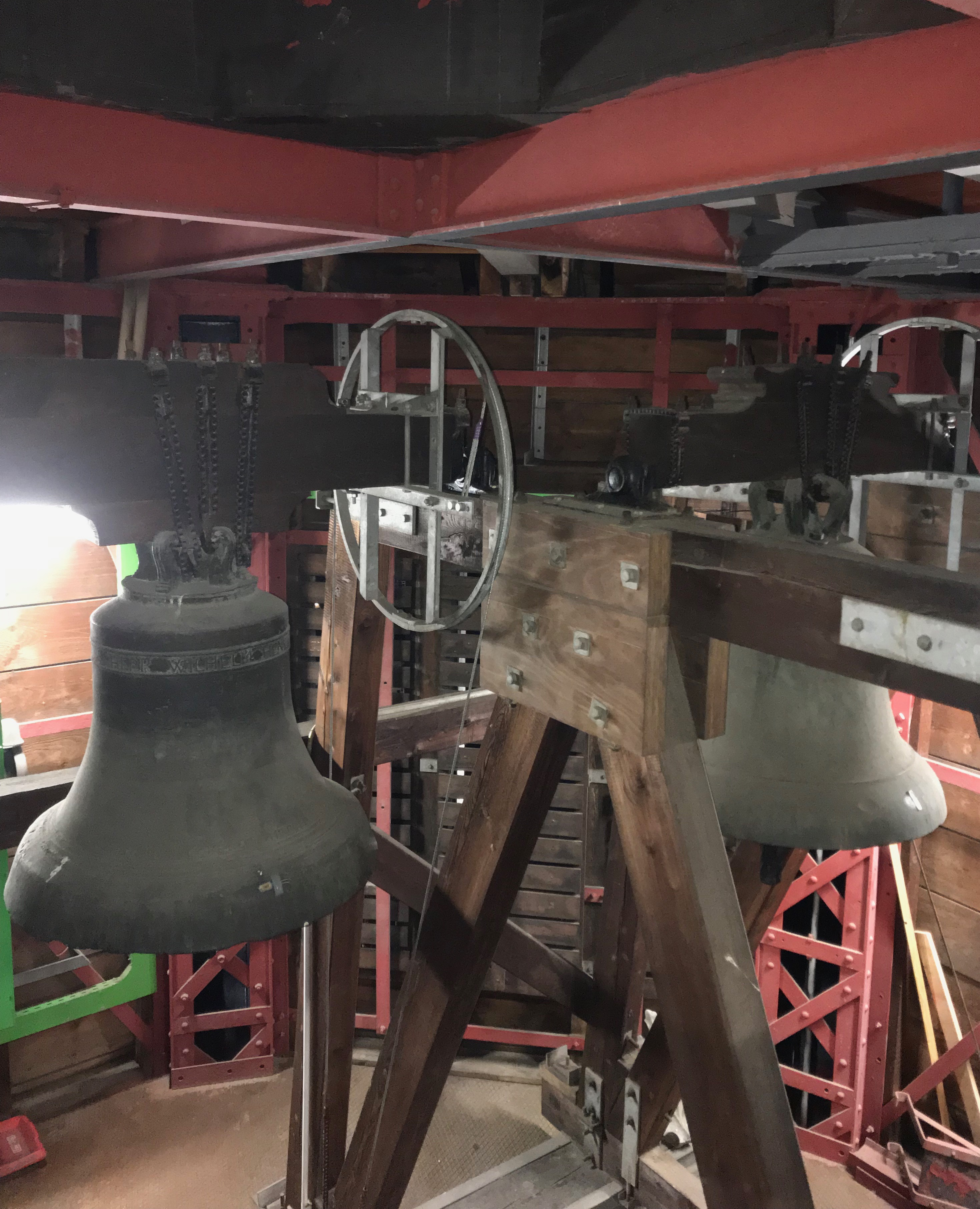
Campana del Aguamiel
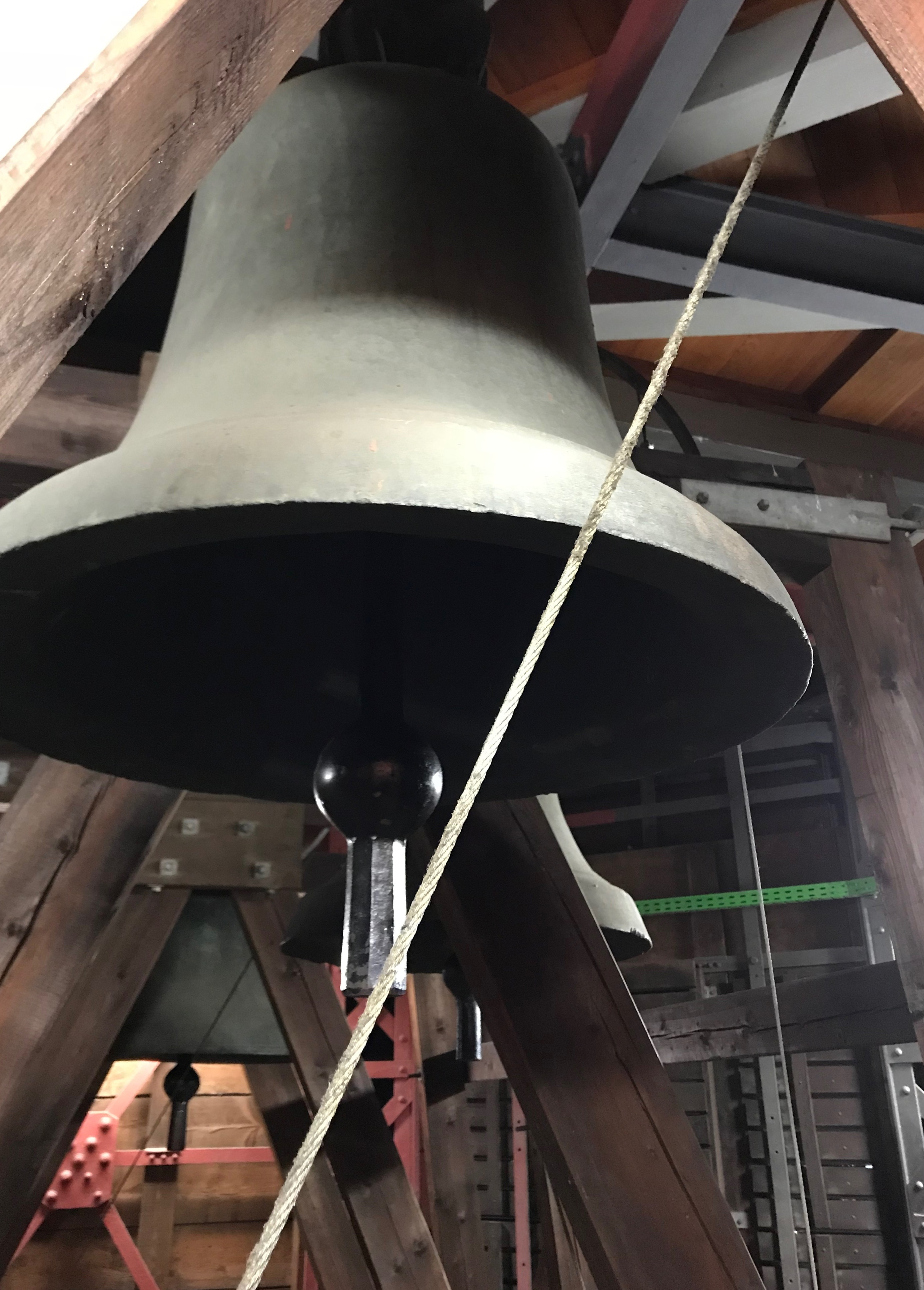
Campana de la Conversión
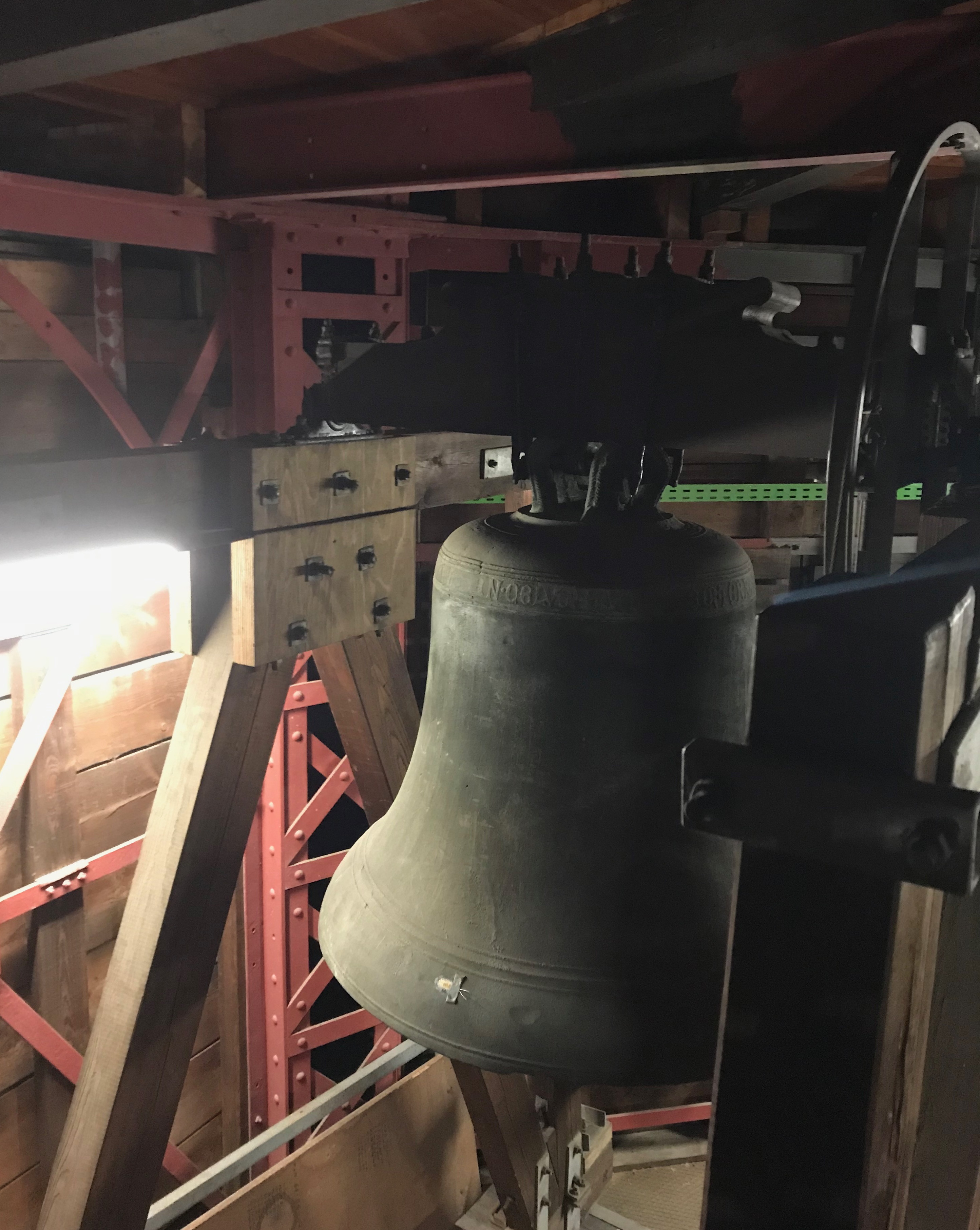
Campana del Ángelus

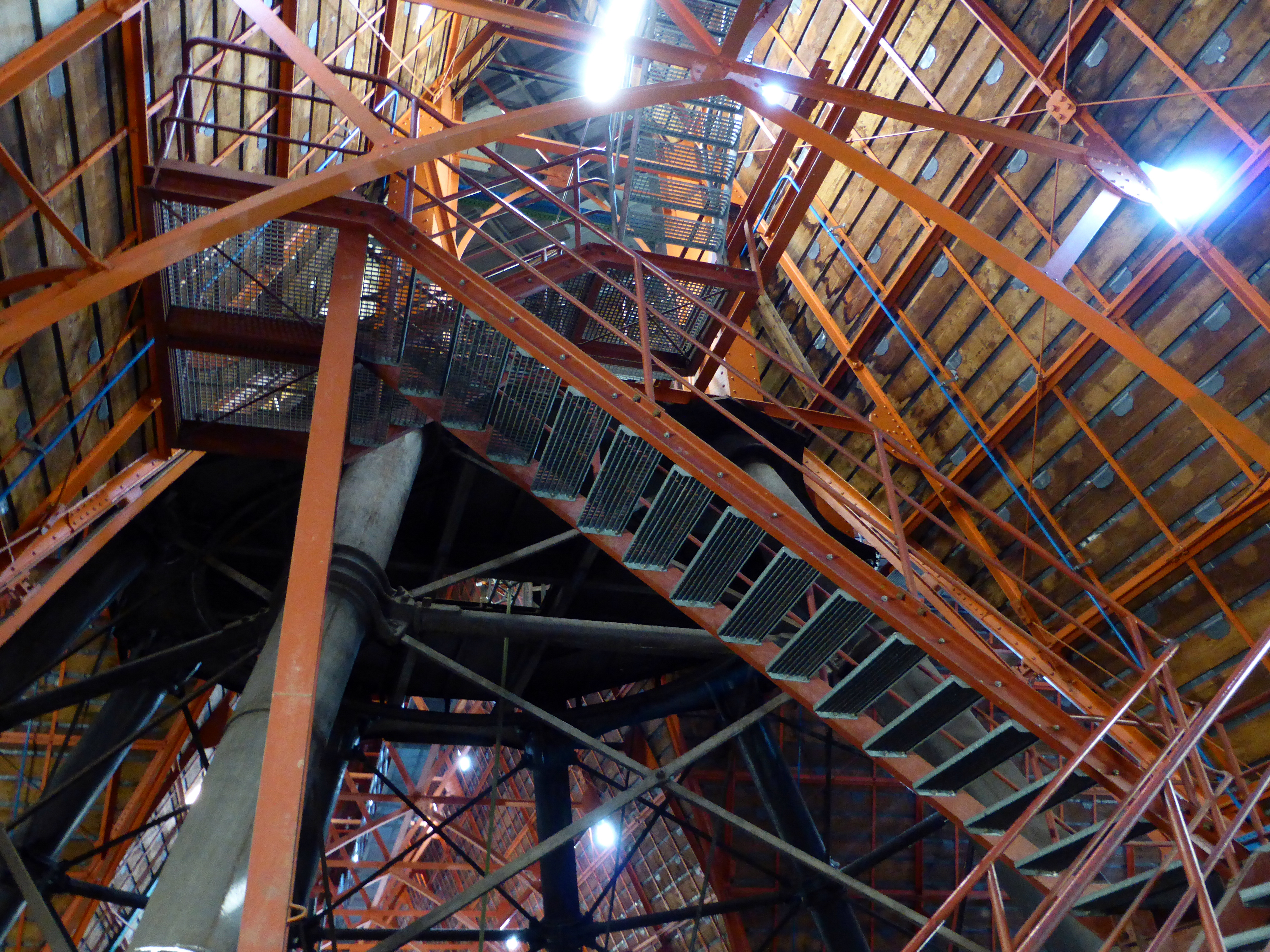
Escaleras desde la armadura del techo hasta la torre de cruce

Hasta 1973, el acceso desde la estructura del techo de la catedral a la torre del crucero se realizaba a través de una escalera de madera. En el curso de las necesarias mejoras de protección contra incendios, se reemplazó por una escalera de hierro junto a la base en forma de pirámide. En una esquina del tambor hay una escalera de caracol de hierro forjado ornamentada que conduce a la plataforma.

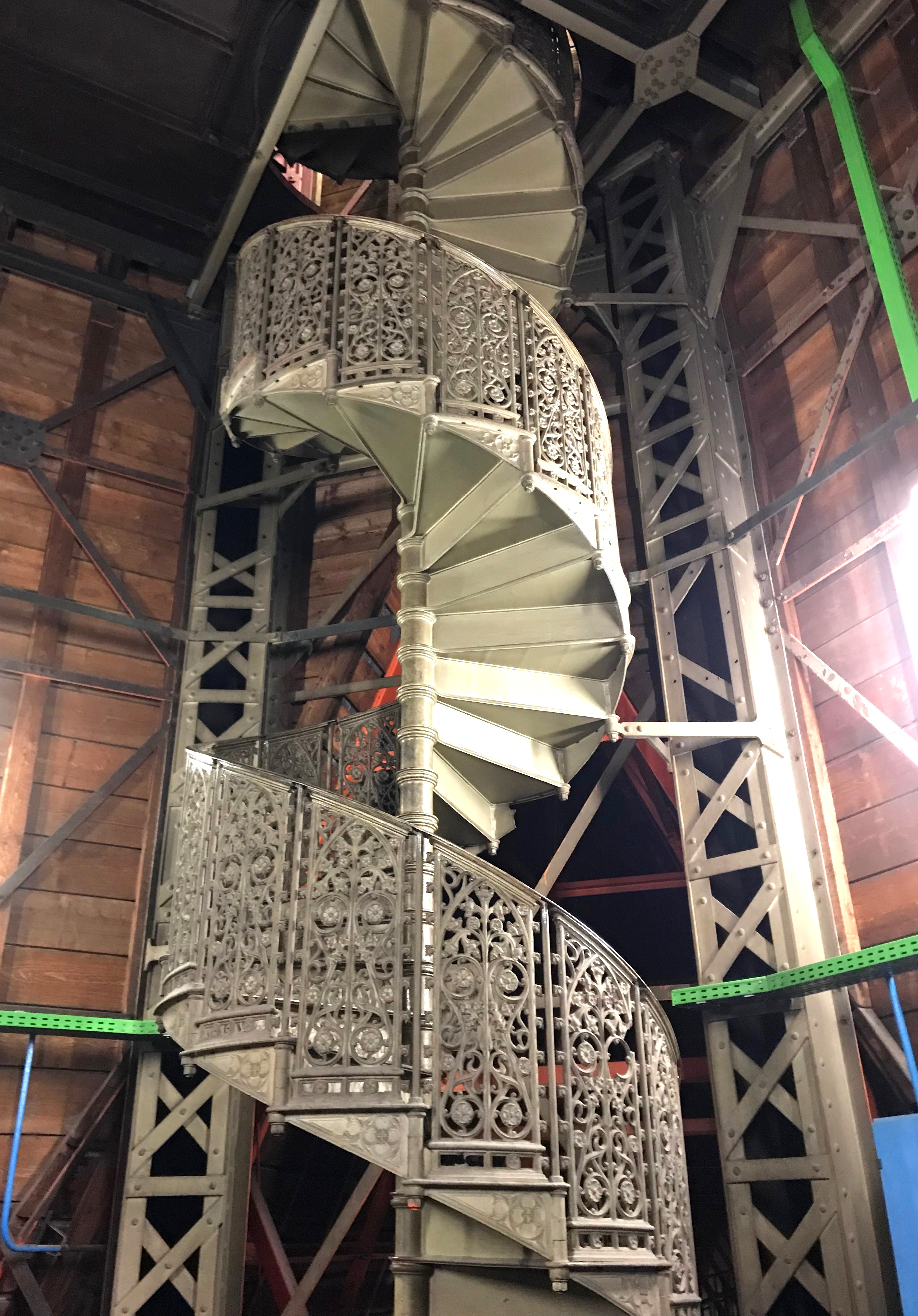
Escalera de caracol de hierro forjado en el tambor

El acceso desde el nivel 9,80, a un metro de altura a la torre estaba garantizado por una escalera oculta. Cuando se rediseñó la torre en la década de 1960, se colocó una escalera vertical de acero inoxidable con una jaula protectora en el centro de la plataforma. Al mirar la catedral desde todos los lados, esta escalera parecía un noveno pilar de la aguja y fue considerada un elemento perturbador por las autoridades de construcción de la catedral en la década de 1990. En 1997, durante los trabajos de reparación, se desmontó la mitad inferior de la escalera y se sustituyó provisionalmente por una escalera de aluminio. En 2005, se instaló una escalera de aluminio de doce metros de largo de una sola pieza que se puede retraer completamente en la aguja de la torre. Se cuelga de dos cuerdas y, si es necesario, se extiende por medio de un cabrestante eléctrico que se sujeta al casco de la torre y se puede operar por radio. En el extremo inferior de la escalera hay una placa redonda de aluminio que, cuando se retrae, cierra la abertura de entrada del casco de la torre.

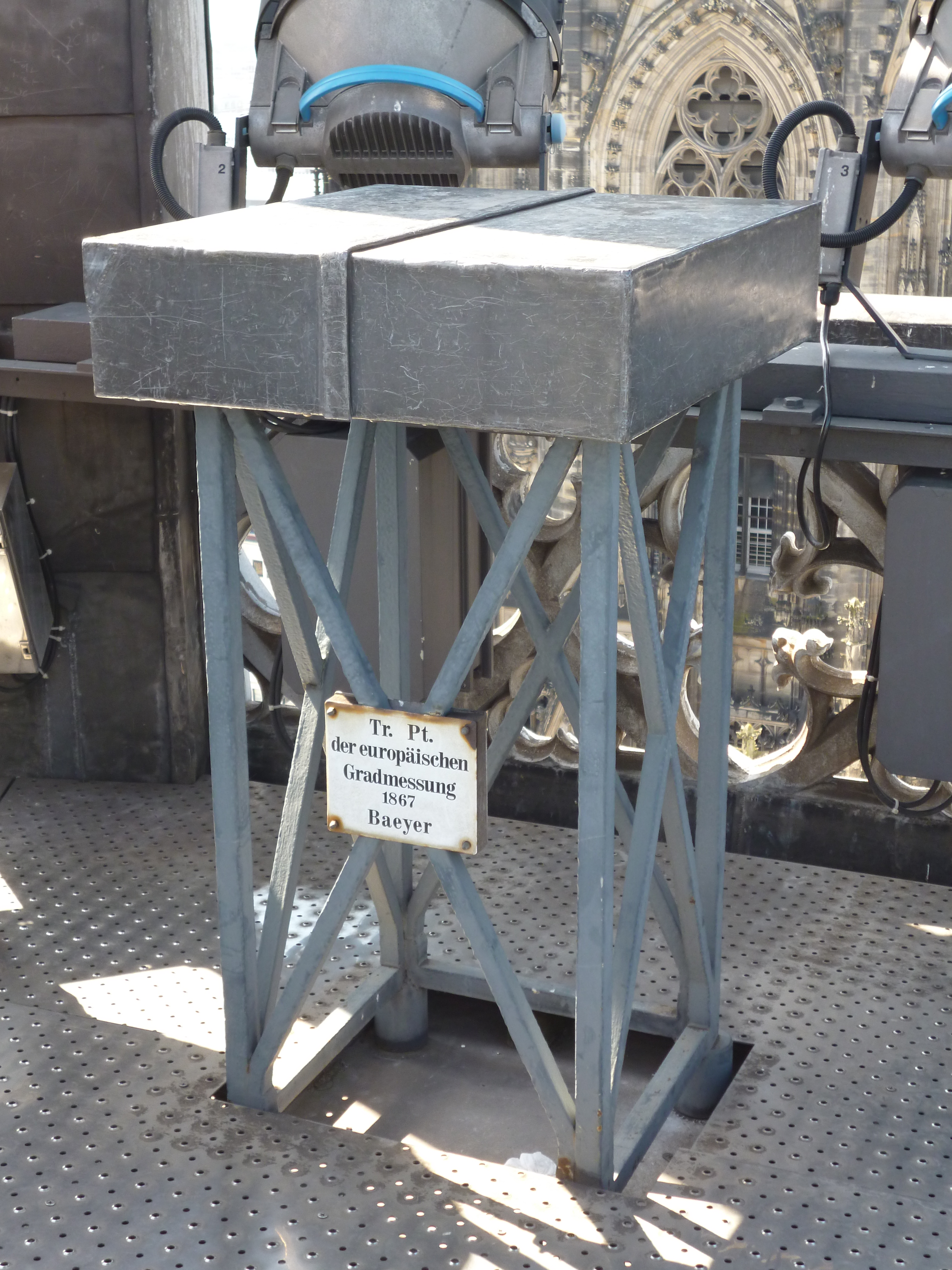
Punto trigonométrico en la torre de cruce

El punto trigonométrico más alto de Colonia se encuentra en su plataforma. Su balizamiento tuvo lugar en 1867, cuando aún no se habían levantado las torres principales, como parte de la medida de grado europea realizada bajo la dirección de Johann Jacob Baeyer .
En 2011 se instaló un amplificador de radio en la torre de cruce para garantizar una conexión de radio confiable para las fuerzas de bomberos que trabajan en varios puntos de la catedral.

## Crítica arquitectónica
Su moderna silueta se ha asociado con el Art Deco . El maestro de obras responsable de la catedral, Willy Weyres, optó deliberadamente por un estilo arquitectónico contemporáneo para que existiesen formas modernas en la catedral. Sin embargo, la elección de este estilo arquitectónico para la aguja de una catedral gótica también ha suscitado importantes críticas. Philippe Villeneuve, el arquitecto jefe de la Catedral de Notre-Dame en París, describió la torre de cruce en Colonia como un cuerpo extraño y la comparó con una "verruga".